# ALn 668

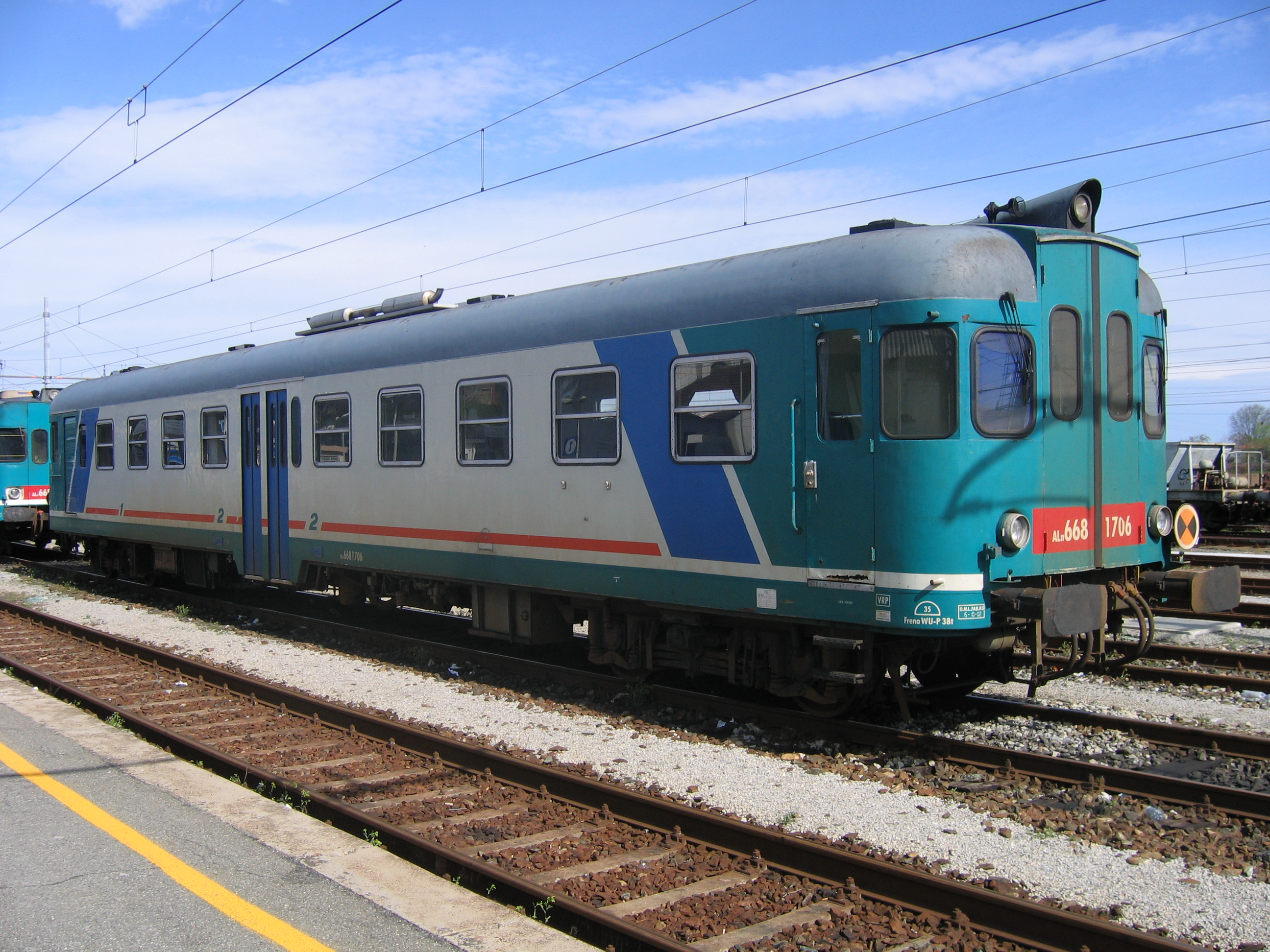
ALn668.1706号機、サンティア駅、2006年

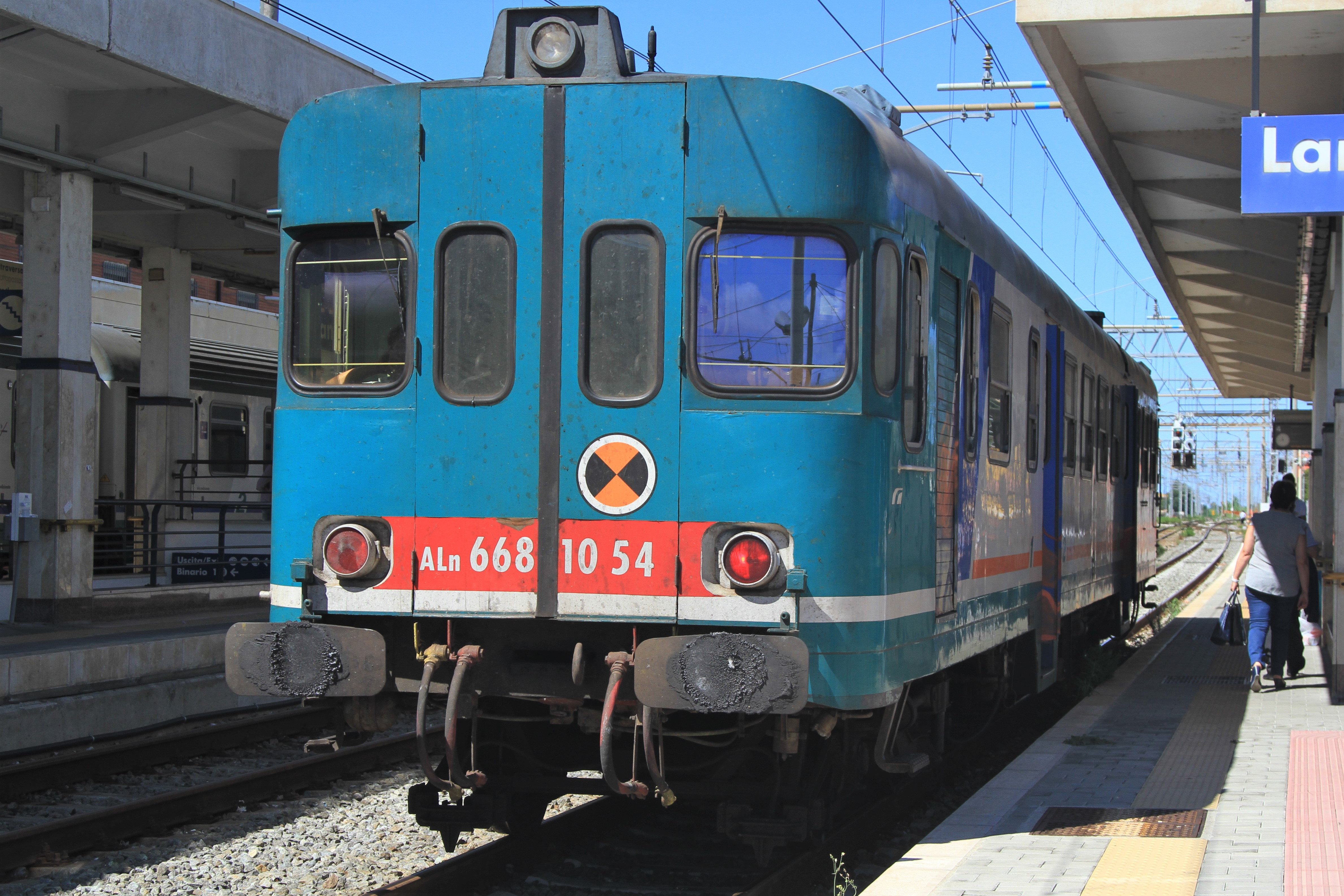
ALn668.1054号機、ラメーツィア・テルメ駅、2016年

イタリア国鉄ALn668気動車は、イタリア国鉄の非電化の地方線用に製作された気動車である。

## 概要
第二次世界大戦後のイタリアでは鉄道車両が不足しており、また、車種が多いために交換部品の入手難などの保守上の問題があった。そこでイタリア国鉄では、シチリア島の狭軌線の旅客輸送の改善を目的に1950年に導入したRALn60気動車の経験を基に1435mm軌間の標準型気動車を開発することになった。

開発された新しいALn668気動車は座席定員が1等・2等合わせて68人で、多用途性と様々な環境への適応力を備えたものとなっており、28年間に700両以上が導入された。形式称号のAは自走客車、Lは軽量、nは使用燃料の頭文字で、座席定員を示す68の前に6を重複させて重連総括制御が可能であることを表した。形式に続くシリアルナンバーは4桁で、番台区分は12種に及ぶ。

## 番台区分
ALn668の番台区分は12種となるが、これらは便宜的に第1 - 第3の3世代に分類されている。なお、イタリア国鉄の形式称号規程においては座席定員が同数である総括制御可能なディーゼル動車は機構や性能等の差異に関わらず全て同一形式となるが、ALn668は全番台がプロトタイプのALn668.1401-1403号機をルーツとする同系列のものとなっている一方で、ALn668の第4世代とも位置付けられるALn663は、設計上はALn668の延長線上にあるものの、座席定員が変更となったため別形式となっている。また、制御車のLn664は、Ln664.1400がALn668向けであるのに対し、Ln664.3500は液体式のALn773向けの別形式となっている。

### 第1世代
ALn668.1400
- 本形式で最初に製造されたシリーズであり、ALn668.1401-1403号機が最初のプロトタイプ機、ALn668.1404号機以降が車体設計の一部変更などを行った量産機でいずれもFIAT製であり、さらに量産機のうち1471号機以降は正面貫通扉が片側内開きのものから観音開きで連結幌を内蔵したものに変更されている。

ALn668.2400
- Breda製のシリーズで、主機をイソッタ・フラスキーニ[注釈 4]製のD.140.S6H、変速機はBreda製の4段変速・Wilson式プリセレクタ・ギアボックスのC 325をそれぞれ搭載している[3]ほか、台車もBreda製のものとなっている。
- 車体の主要部はALn668.1400と同一であるが細部の寸法や設計が異なっており、また、ALn668.2431号機以降は正面貫通扉が観音開きで連結幌を内蔵したものとなっている。

Ln664.1400（Ln68.1400）
- 当初ALn668.1400用付随車としてLn68.1401-1404号車が、その後片運転台の制御車Ln664.1405-1432号車が製造されており、さらに、付随車のLn68.1401-1404号車が制御車に改造されて同じくL n668.1401-1404号車となっている。また、ALn773の制御客車であるLn664.3519号車を改造・編入してLn664.1433号車となっている[4]。
- ALn668.1400のほか、FIAT製5段変速機を搭載するALn668.3000までの機種の制御車として使用可能であるほか、重連総括制御3両対応のALn668.3100/ALn668.3300の付随車として使用することも可能となっている。
- 車体はALn668.1400の1404-1470号機のものをベースに、編成の動力性能を確保するため車体長を短くして重量を抑えたものとなっており、運転台は車体の片側に片隅式のものが設置されている。

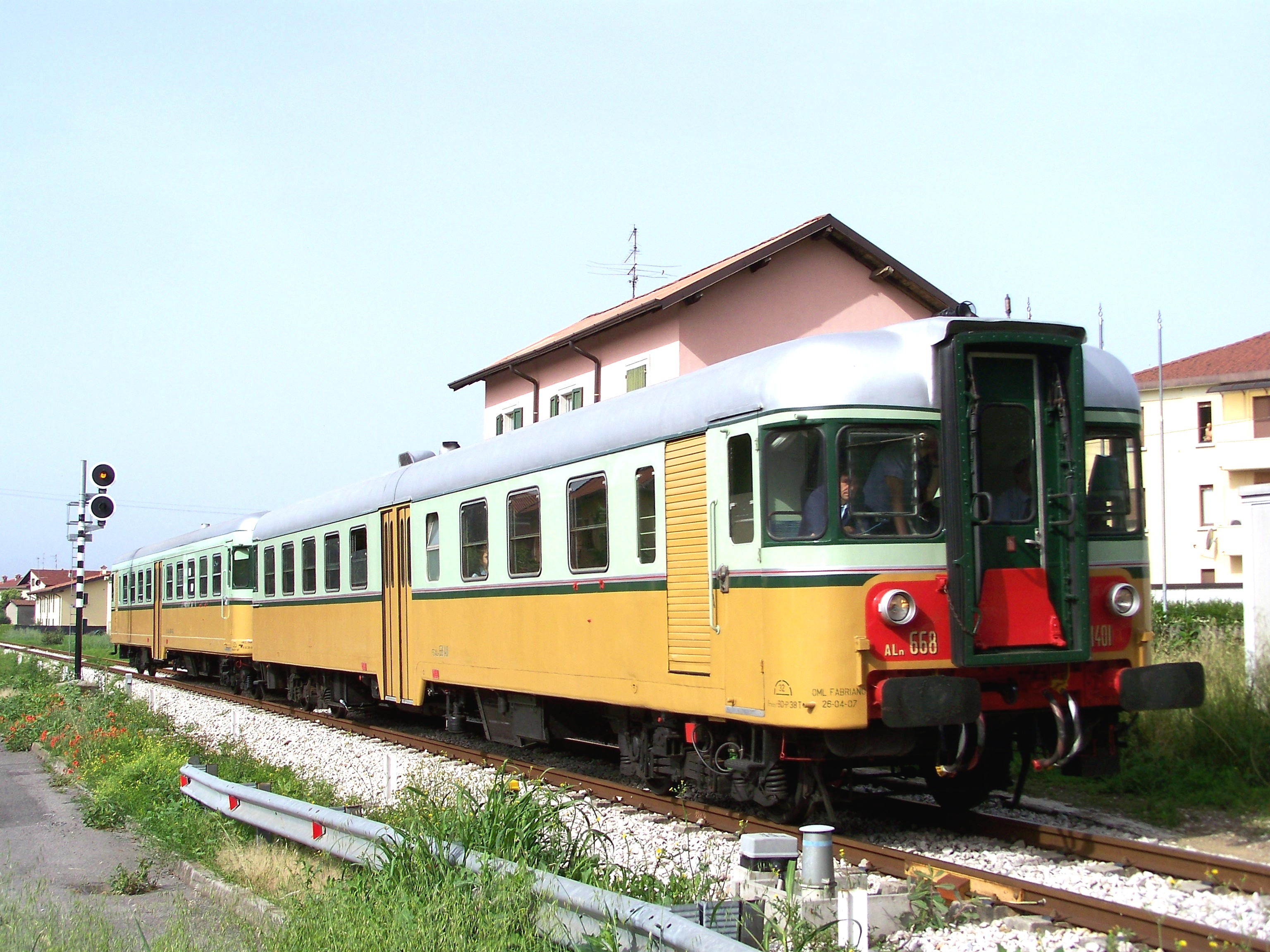
ALn668の最初の試作機であるALn668.1401号機、製造時の塗装、ロヴァート・チッタ駅付近、2008年
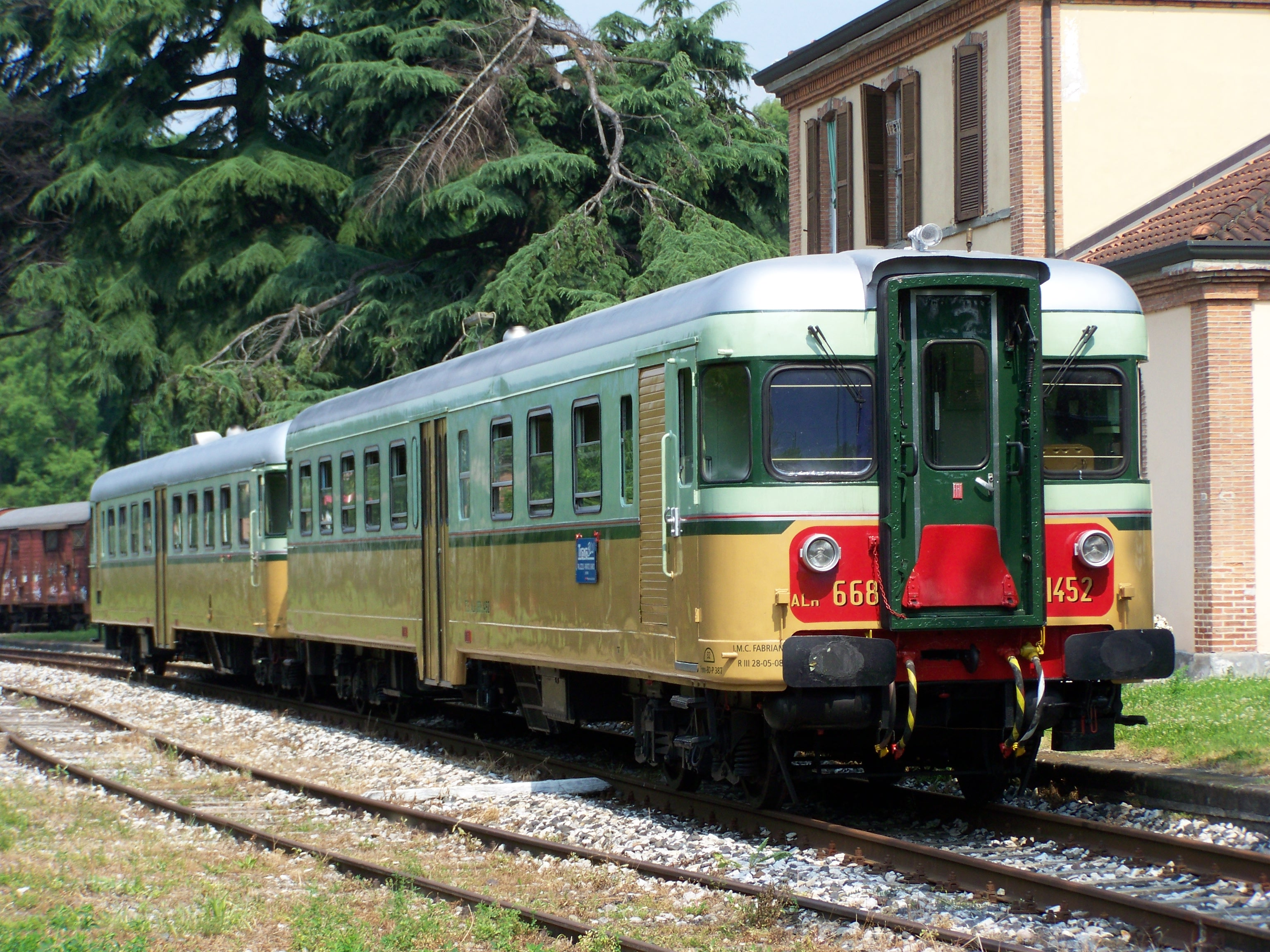
ALn668.1400の量産機であるALn668.1452号機、パラーティコ・サルニコ駅、2008年
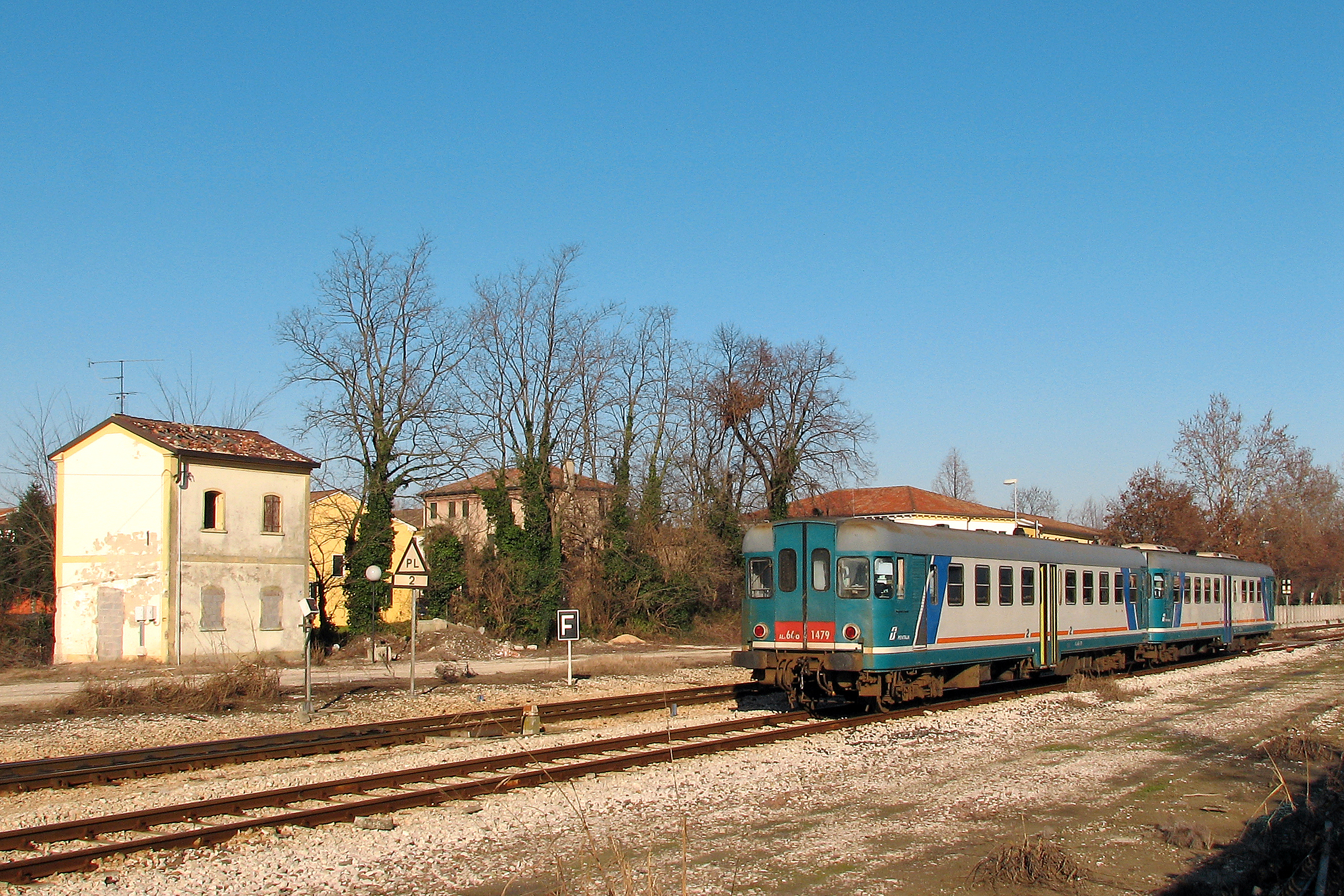
ALn668.1479号機、ALn668.1471号機以降は正面貫通扉が2枚開戸となる、ピオーヴェ・ディ・サッコ駅、2006年
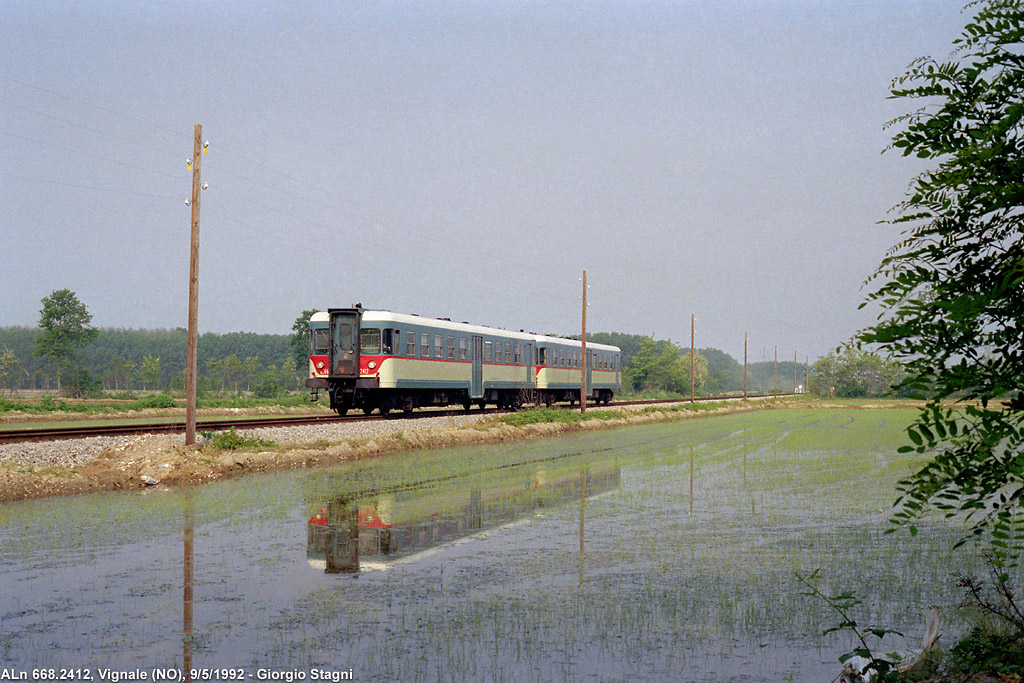
Breda製のALn668.2412号機、ヴィニャーレ駅付近、1992年
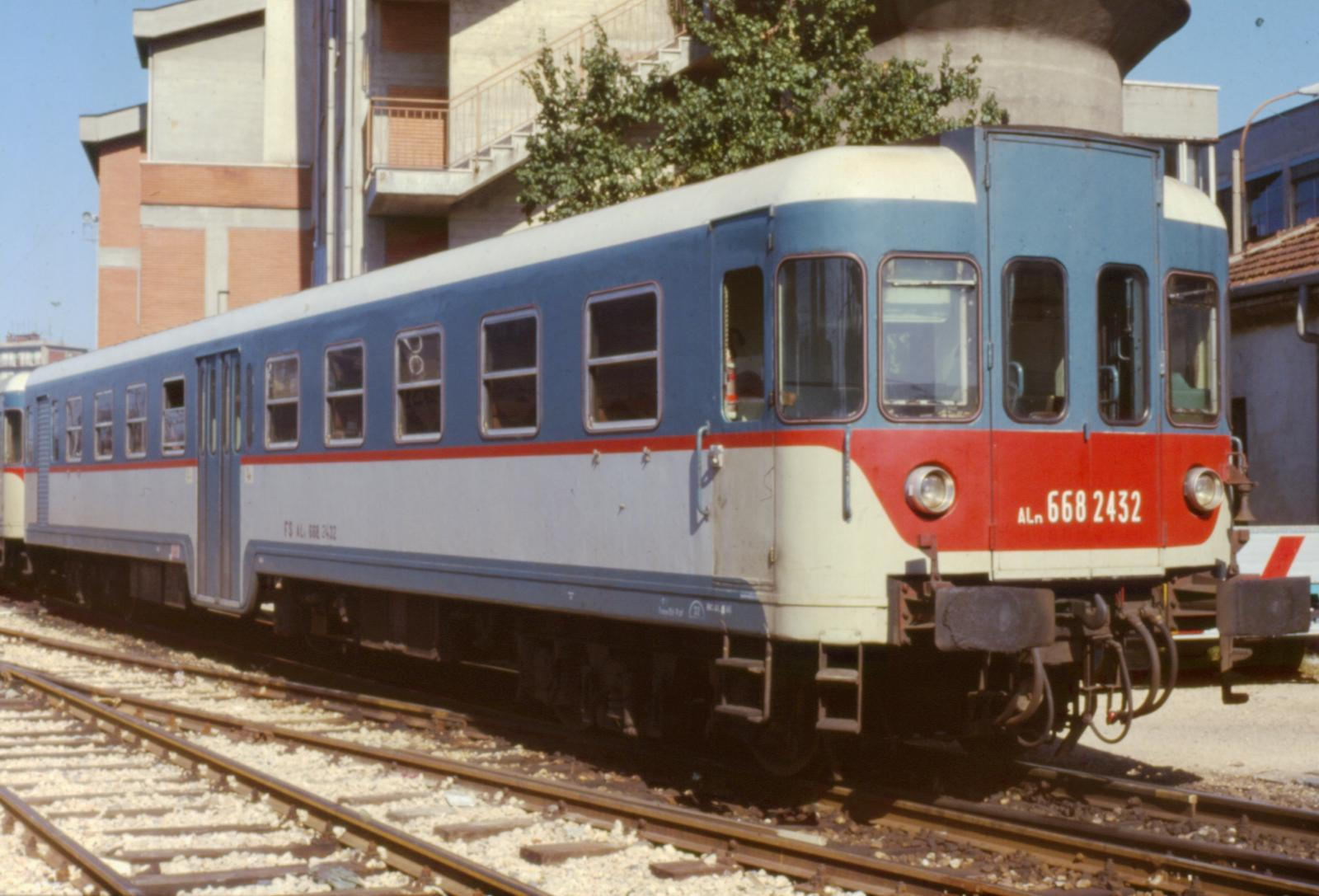
同じくBreda製のALn668.2432号機、ALn668.2431号機以降は正面貫通扉が2枚開戸となる、パヴィーア機関区、1984年
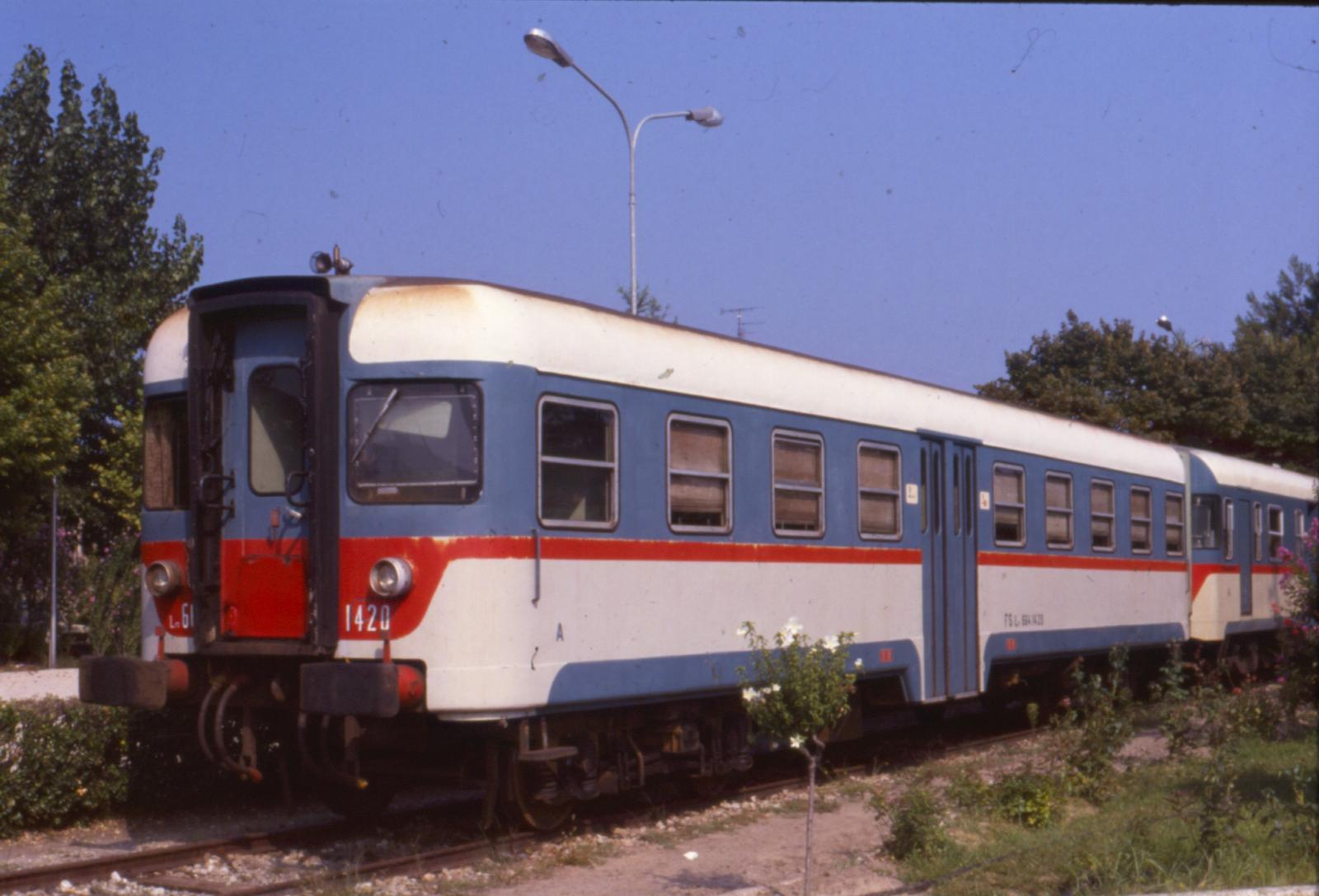
第1世代の制御客車であるLn664.1420号車、リミニ機関区、1984年

### 第2世代
ALn668.1500
- 第2世代の最初の生産型でFIATとBredaの両社で製造されており、車体はALn668.1471号機以降と類似の外観で構造を強化したもの、台車はALn668.1400と同一のFIAT製のものを使用しており、走行装置はFIAT製の221 Hディーゼル機関にALn668.2400と同じBreda製Wilson式4段変速機を組み合わせたものとなっている。

ALn668.1600
- ALn668.1500をベースに、変速機をBreda製Wilson式4段変速機より整備性および信頼性が高く、段数が多いため運転操作上も有利なFIAT製5段変速機とし、運転台の機器もこれに合わせたものとしたシリーズで、本シリーズもFIATとBredaの両社で製造されている。

ALn668.1700
- 主機をFIAT製の221 Hから排気量の大きいFIAT製[注釈 6]の8217.12としたもので、UIC基準による出力は166 kWに向上しているが、イタリア国鉄基準では冷却性能や運用線区の条件を考慮して従来と同じ115 kWに設定している。また、試作機のALn668.1999号機で導入された油圧駆動の主機冷却系を導入している。

ALn668.1800
- ALn668.1999号機で試用された新設計で160 km/h対応の7170系台車の採用と、床板のステンレス波板化を実施し、台車の変更に併せて台車中心間距離を変更したシリーズで、その他は基本的にALn668.1700と同一となっている。

Ln882.1500
- Wilson4段変速機を装備するALn668.1500専用の制御車で、基本的には同形と同一の車体を片運転台としたものとなっており、その分座席定員が82名に増加している。

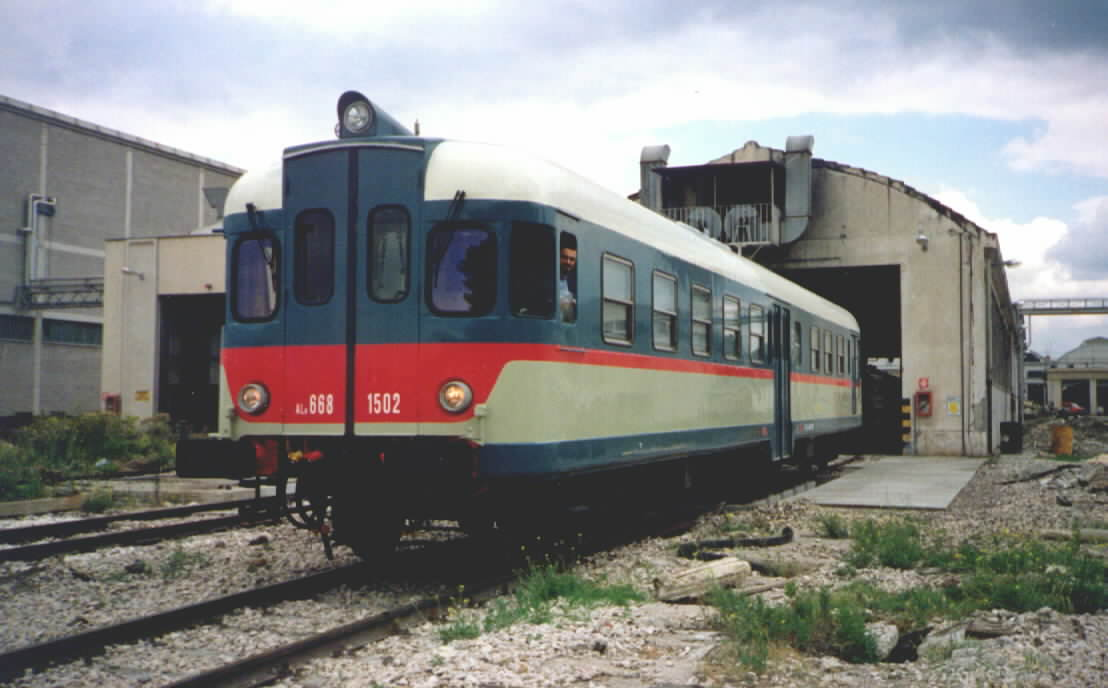
第2世代の最初の機種であるALn668.1500（ALn668.1502号機）、ALn668.2400に引続きWilson式4段変速機を搭載、フォッジャ工場、1991年
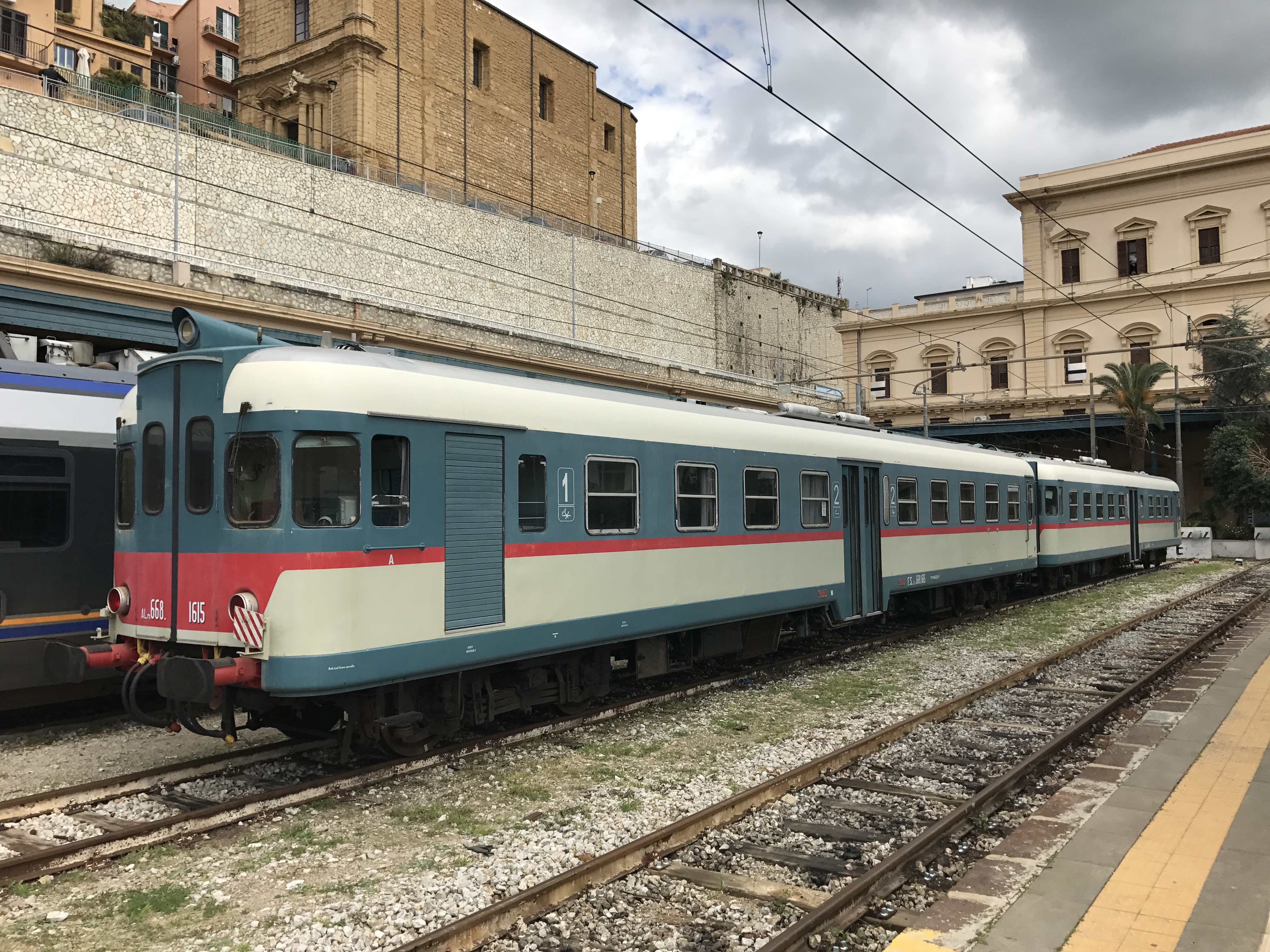
再度FIAT製の5段変速機を搭載したALn668.1600（ALn668.1615号機）、旧塗装の動態保存機、アグリジェント中央駅、2018年
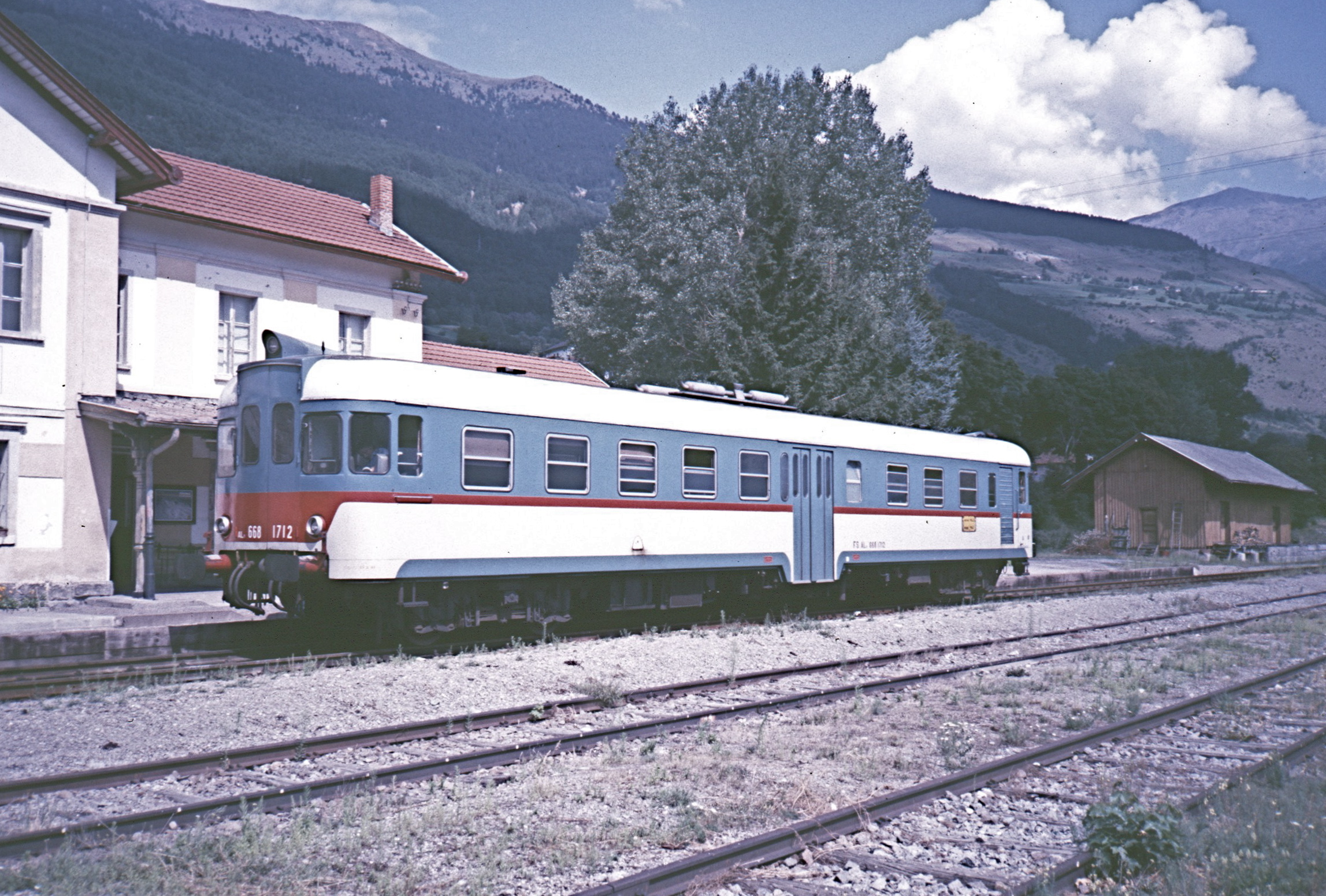
主機が変更となったALn668.1700（ALn668.1712号機）、マッレス・ヴェノスタ/マールス駅、1986年
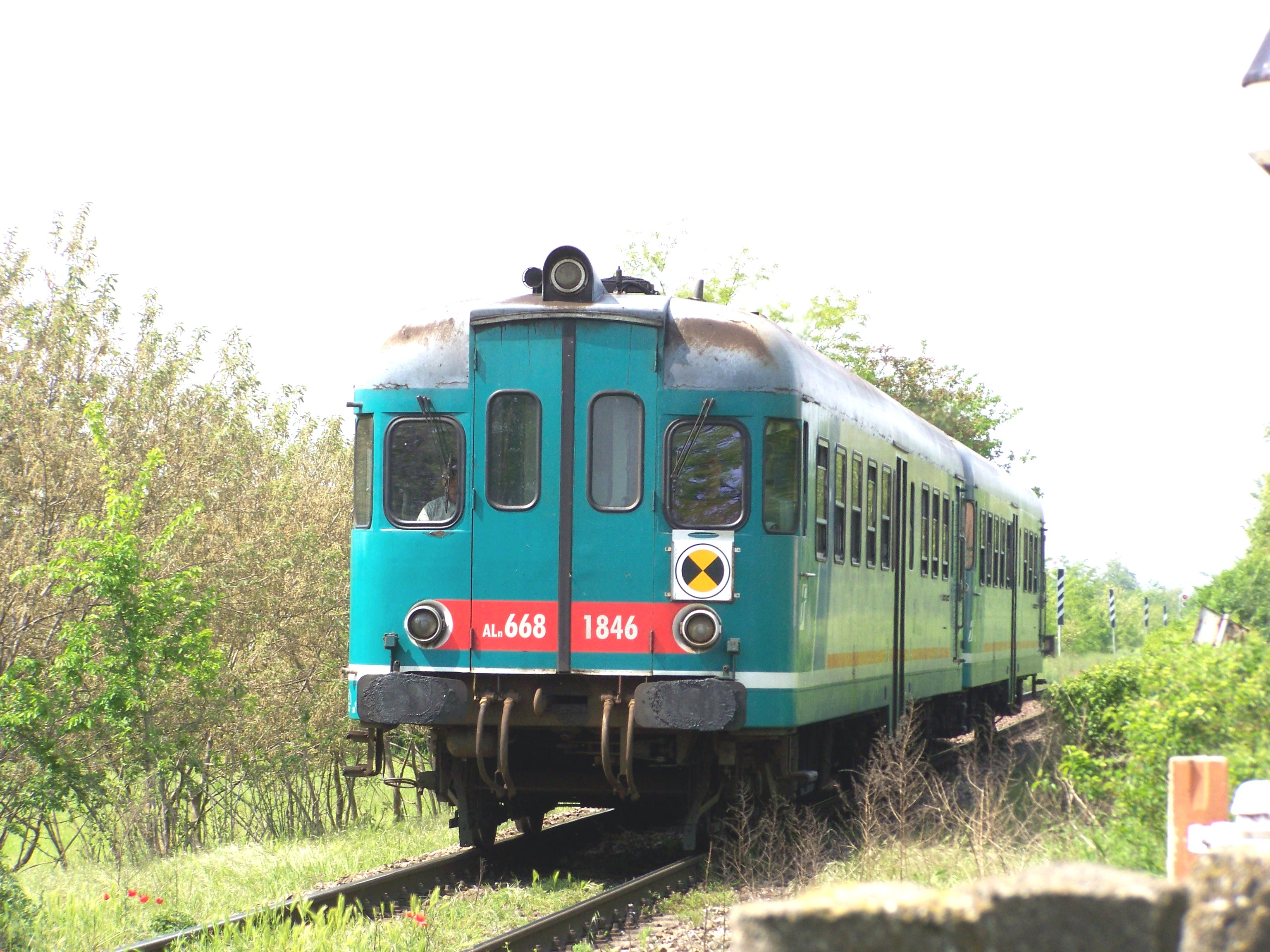
第2世代の最終生産型で台車等が変更となったALn668.1800（ALn668.1846号機）、新塗装、モンティローネ駅付近、2008年

### （試作機）
ALn668.1999号機
- FIATが”FIAT 7170”として第2世代の製造と並行して1968年に製造した試作機で、1968-69年にイタリア国鉄が借り入れてALn668.1999号機としてテストを行っている。
- ALn668.1999号機は新設計の台車と、構造およびデザインを一新した車体を採用しているほか、主機をALn668.1500やALn668.1600が搭載する221 Hに過給機を追加した221 HSとして最高速度を130 km/hに引上げている。また、主機冷却系の油圧駆動化、乗降口の中央1箇所から前後2箇所への変更などがなされている一方で、変速機は従来と同じFIAT製5段変速機を搭載している。
- その後、FIATは1970年にもう1機を製造の上、イタリア北部のスッザーラ - フェラーラ鉄道[注釈 7]に売却し、同鉄道のALn668.11およびALn668.12号機となっている。

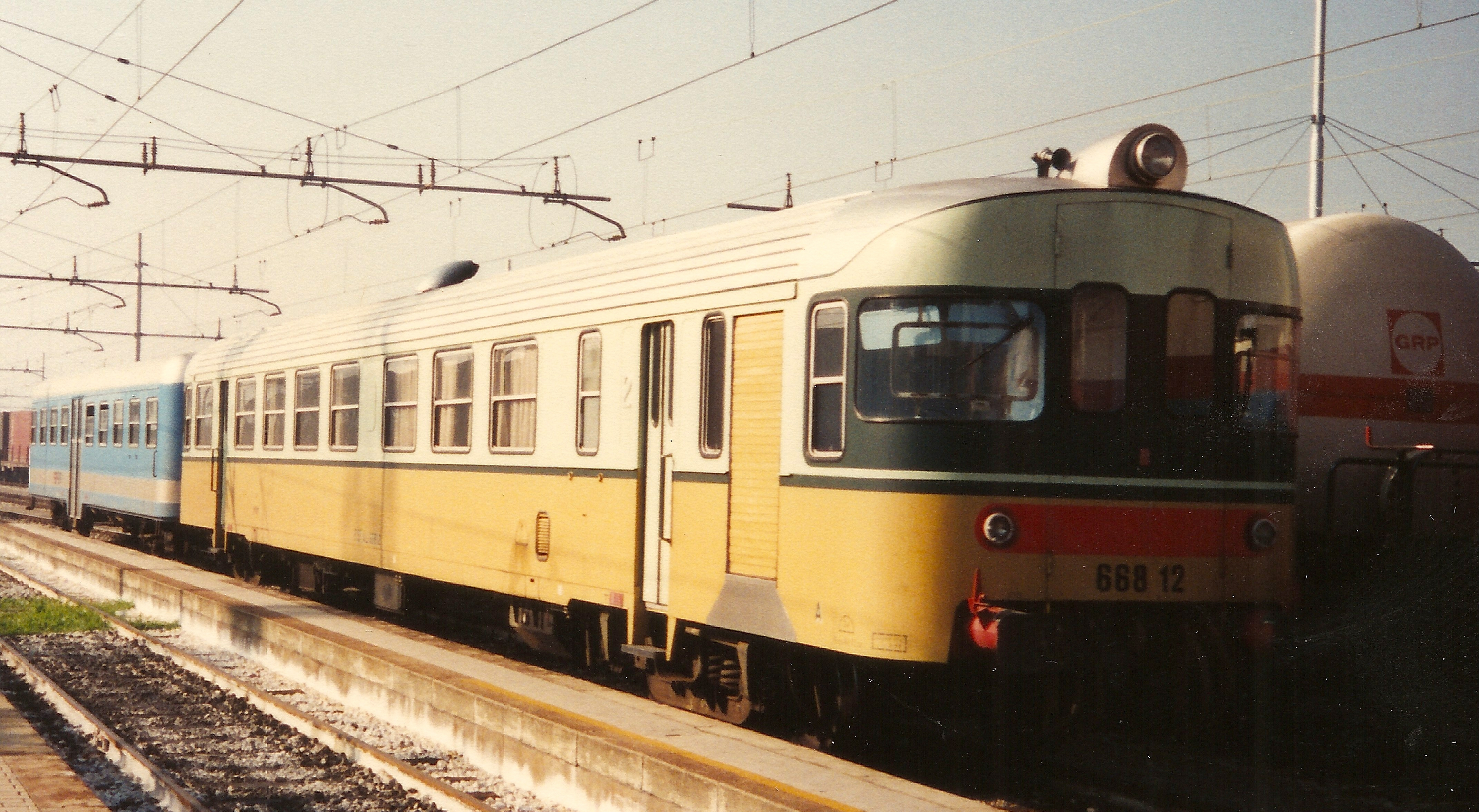
試作機のALn668.1999号機と同型のスッザーラ - フェラーラ鉄道のALn668.12号機、前頭部形状や側面の窓扉配置等が第3世代の機体と異なる、フェラーラ駅、1994年

### 第3世代
ALn668.1900/ALn.668.1000
- ALn668.1900は第3世代の最初のシリーズであり、ALn668.1000はブレーキ弁をウェスティングハウス[注釈 8]製のものからMFO[注釈 9]製のFV 4に変更するなどの一部設計変更を実施したシリーズ。
- 車体は全長が430 mm延長されてALn668.1999号機の構造とデザインを採り入れたものとなり、乗降口も従来の中央1箇所から前後2箇所に変更となっている。
- 主機はALn668.1700/ALn668.1800の8217.12の改良・過給機装備型である8217.32を搭載して出力向上を図り、最高速度が130 km/hに向上しているほか、台車はALn668.1800に引き続き新設計の7170系のものを使用している。

ALn668.1200
- 最高速度の低い路線用に主機を出力を抑えた自然吸気式の8217.12としたシリーズで、変速機は従来と同じFIAT製5段変速機、クラッチはALn668.1800までの機種と同じものを搭載している。
- 車体はALn668.1900やALn668.1000の新しいものをベースに、乗降口を以前のALn668.1800までの機種と同じく車体中央1箇所としたものとしている。

ALn668.3000
- ALn668.1000と同じ主機・走行装置に、ALn.1200と同じ乗降口を車体中央とした車体を組み合わせたシリーズ。

ALn668.3100/ALn668.3300
- ALn668.3000をベースに3機までの重連総括制御を可能としたシリーズであり、従来2機分の計器類を装備していた運転台に3機目分の計器類を追設している。
- ALn668.3100は最高速度130 km/hの通常出力形である一方、ALn668.3100は出力は同一であるが、テルニ - スルモーナ線[注釈 10]など勾配路線の多いスルモーナ機関区用に歯車比を大きくしてその分最高速度を110 km/hとしたシリーズであり、40機全機がに同機関区に配置されている。

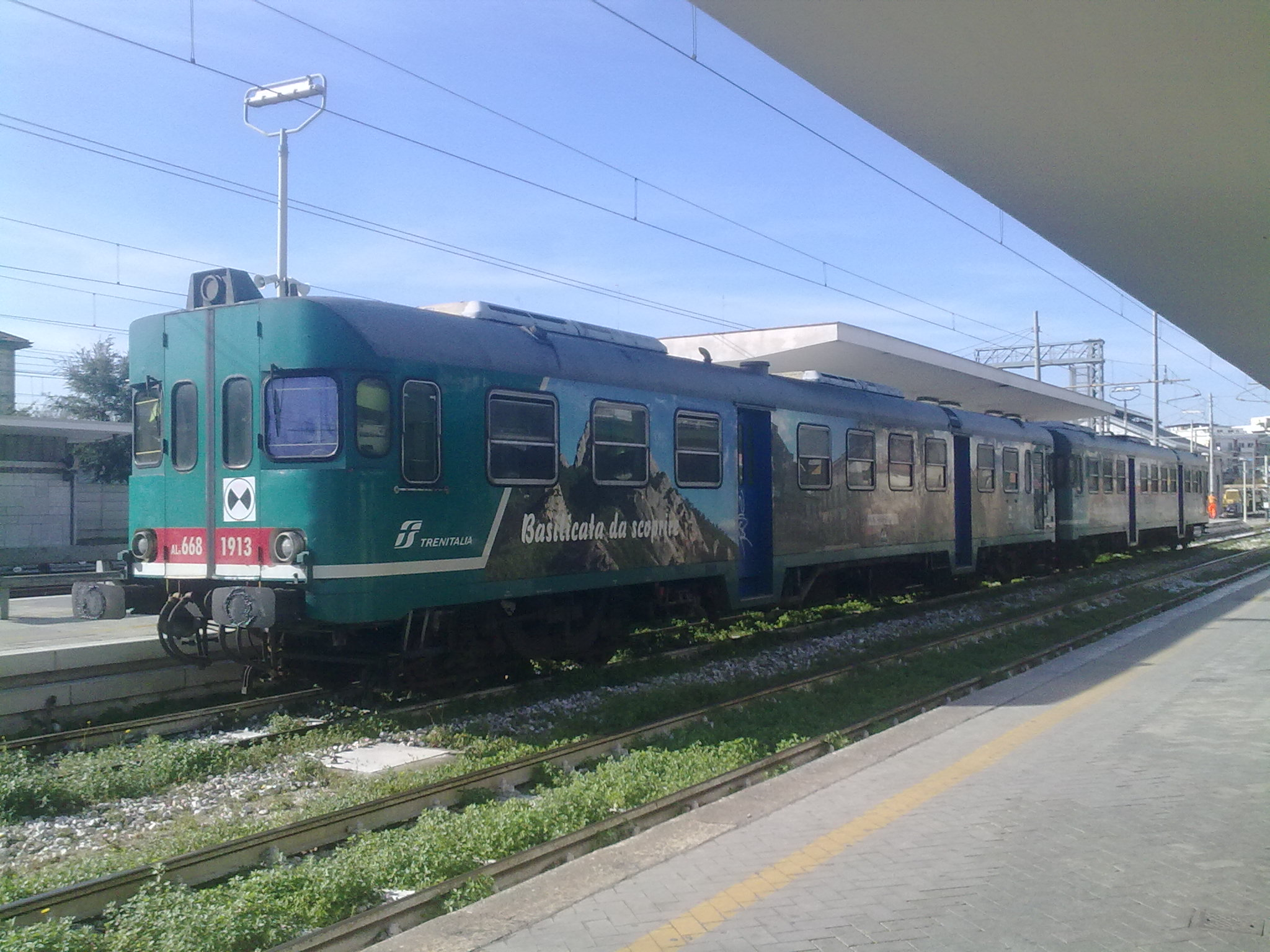
第3世代の最初の生産型で乗降扉が2箇所となったALn668.1900（ALn668.1913号機）、Barletta Spinazzola線、2014年
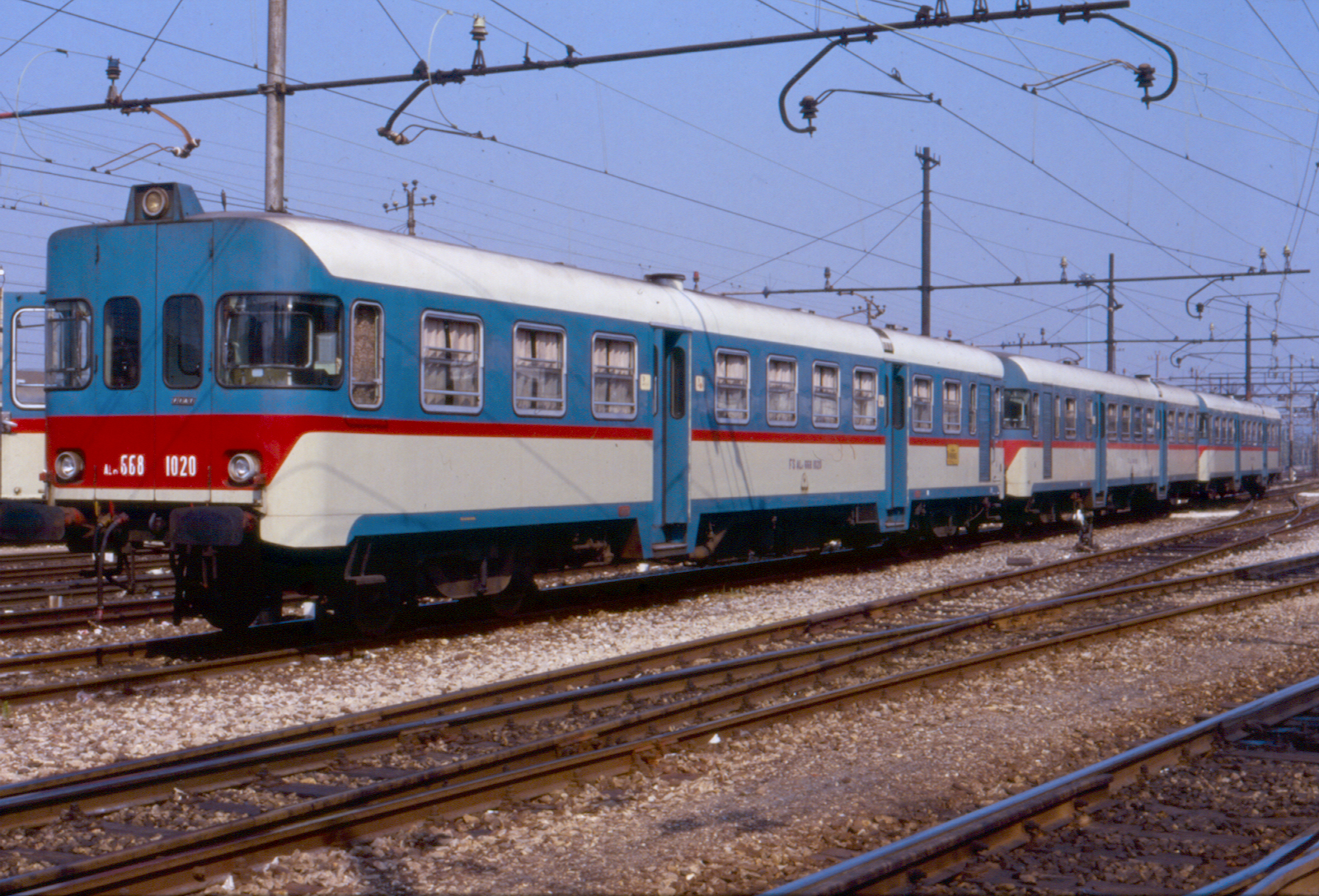
同じく乗降扉が2箇所のALn668.1000（ALn668.1020号機）、原形は正面窓が曲面ガラス、旧塗装、フィレンツェ機関区、1985年
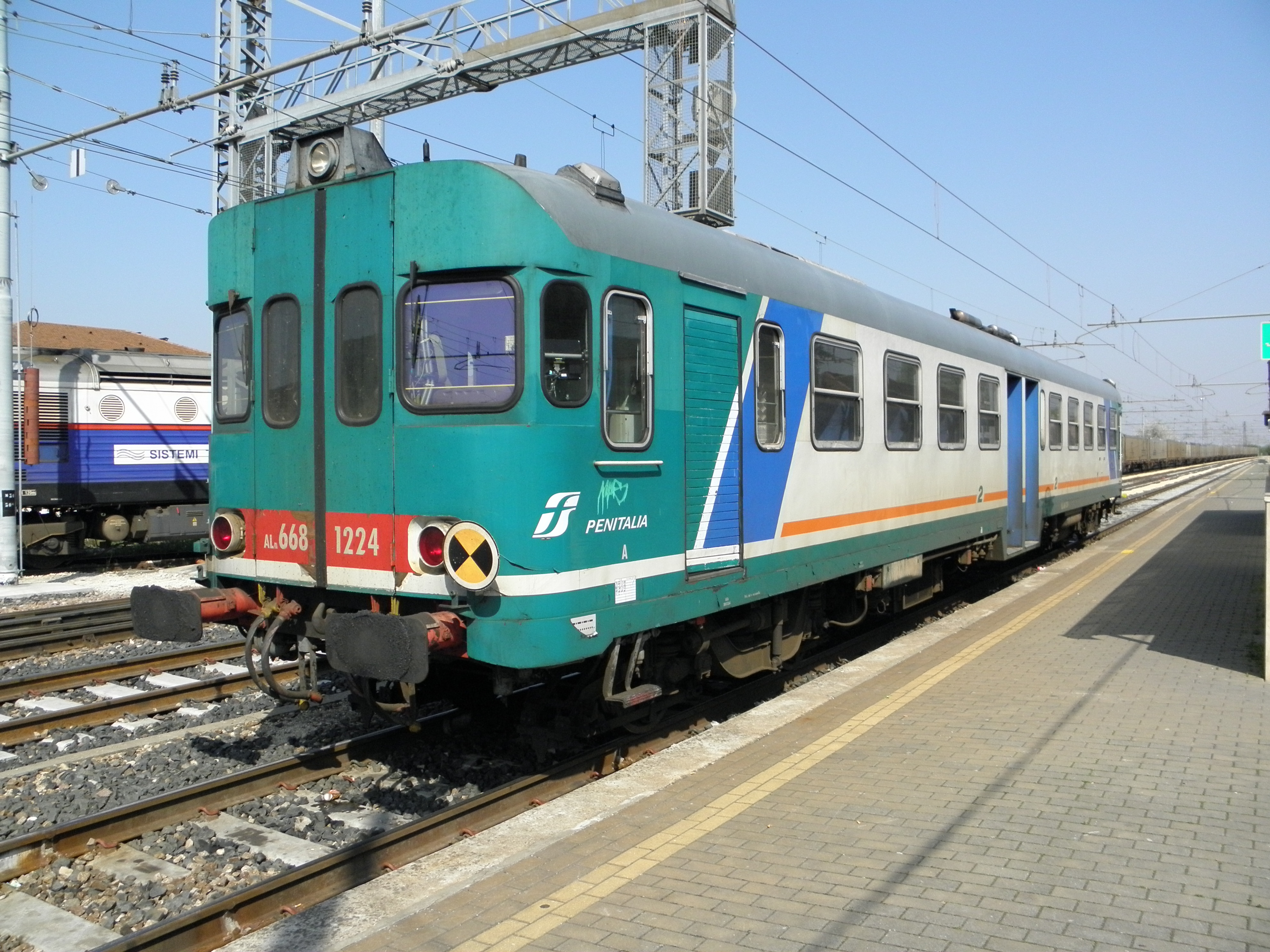
低出力型であるALn668.1200（ALn668.1224号機）、乗降扉が1箇所に戻る、正面窓は平面ガラスに改造後、新塗装、ロヴィーゴ駅、2011年
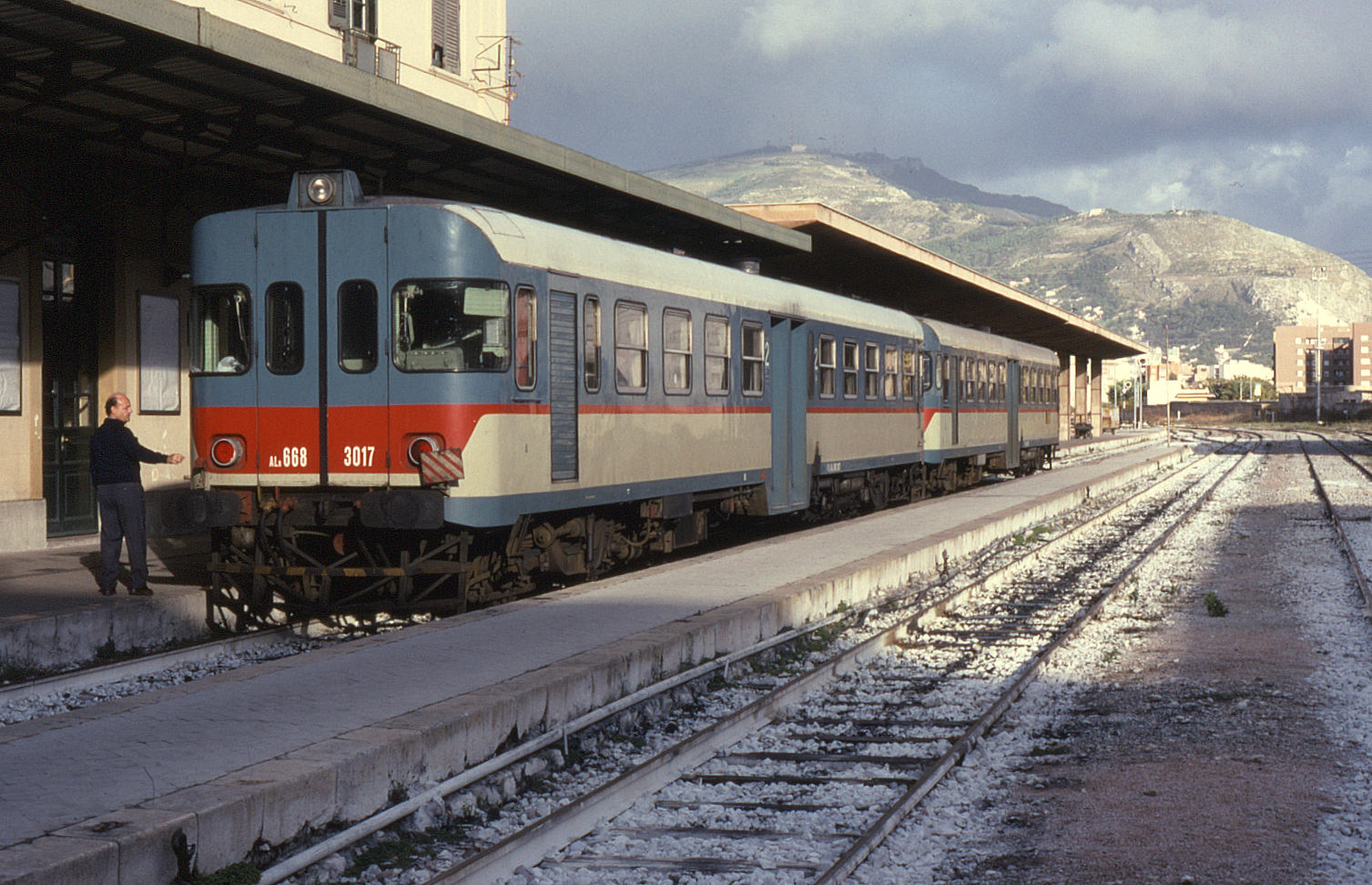
乗降扉が1箇所となった通常出力型であるALn668.3000（ALn668.3017号機）、正面窓は原形の曲面ガラス、トラーパニ駅、1995年
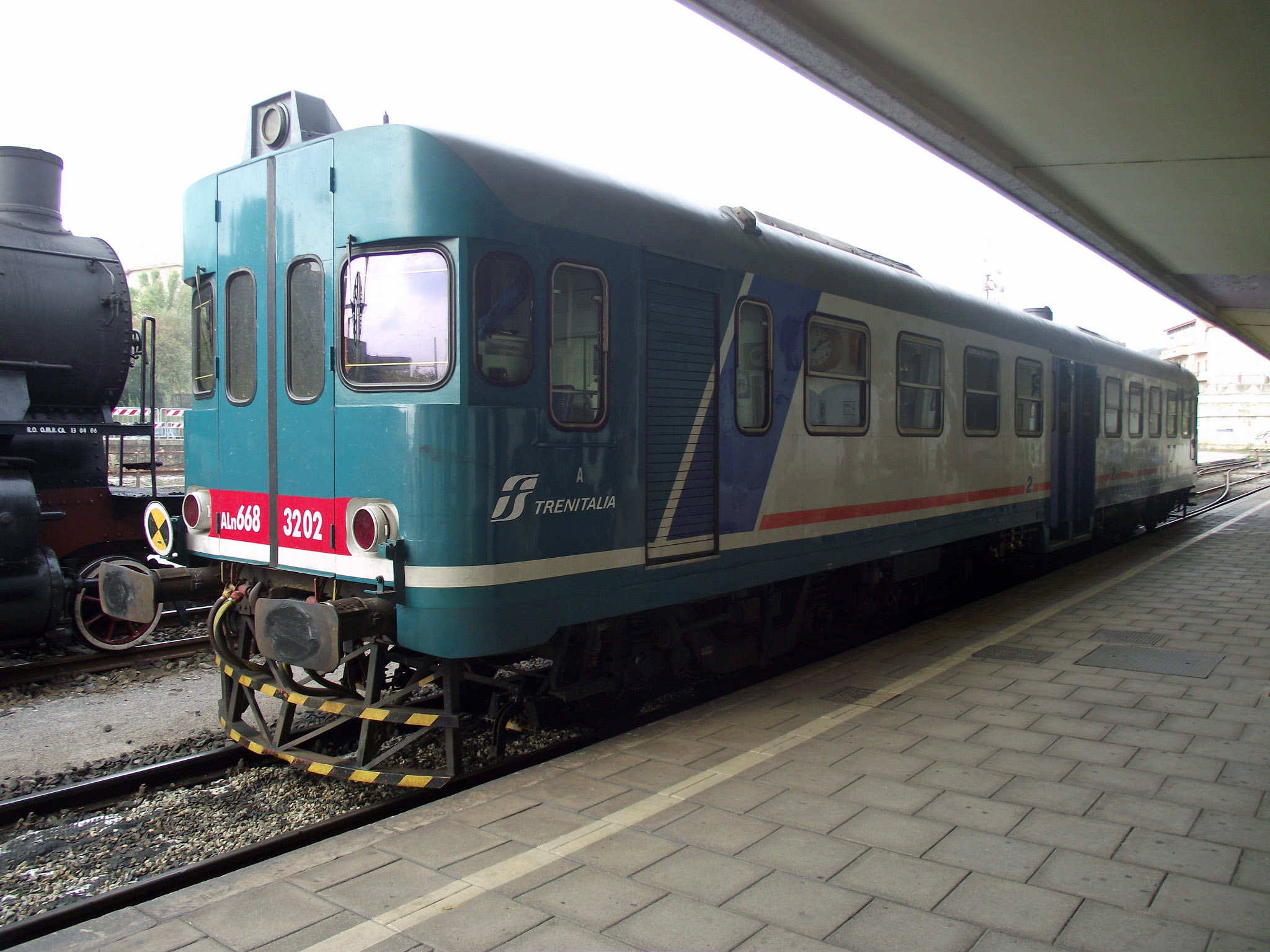
3機重連が可能となったALn668.3100（ALn668.3202号機）、イグレシアス駅、2012年
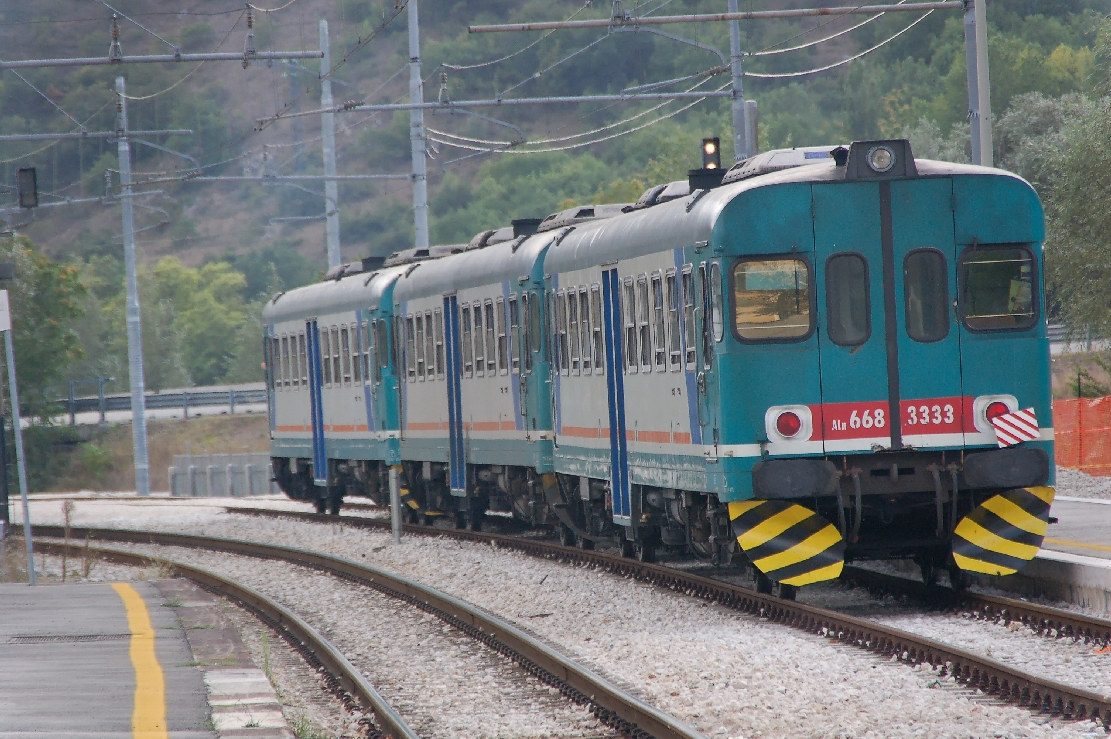
低ギア比・高牽引力型であるALn668.3300形（ALn668.3333号機）、ポーポリ駅、2011年

### （第4世代）
ALn663
- ALn668.3100/ALn668.3300と主要寸法、主機、変速機類、制御装置、台車等は同一であるが、1等室の座席配置を2+2列×1ボックスの8名から2+1列×2ボックスの12名に、2等室の座席定員を60名から56名としたシリーズであり、併せて車体前後端部が切妻形状としてデザインを変更している。

## 諸元
| ALn668形各番台・系列主要諸元       | ALn668形各番台・系列主要諸元 | ALn668形各番台・系列主要諸元   | ALn668形各番台・系列主要諸元                                        | ALn668形各番台・系列主要諸元   | ALn668形各番台・系列主要諸元   | ALn668形各番台・系列主要諸元   | ALn668形各番台・系列主要諸元   | ALn668形各番台・系列主要諸元   | ALn668形各番台・系列主要諸元   | ALn668形各番台・系列主要諸元   | ALn668形各番台・系列主要諸元   | ALn668形各番台・系列主要諸元   | ALn668形各番台・系列主要諸元     | ALn668形各番台・系列主要諸元                                                        | ALn668形各番台・系列主要諸元   |
| 形式                               | 形式                         | ALn668                         | ALn668                                                              | ALn668                         | ALn668                         | ALn668                         | ALn668                         | ALn668                         | ALn668                         | ALn668                         | ALn668                         | ALn668                         | ALn668                           | Ln664                                                                               | Ln882                          |
| ---------------------------------- | ---------------------------- | ------------------------------ | ------------------------------------------------------------------- | ------------------------------ | ------------------------------ | ------------------------------ | ------------------------------ | ------------------------------ | ------------------------------ | ------------------------------ | ------------------------------ | ------------------------------ | -------------------------------- | ----------------------------------------------------------------------------------- | ------------------------------ |
| 番台                               | 番台                         | 1400                           | 2400                                                                | 1500                           | 1600                           | 1700                           | 1800                           | 1900                           | 1000                           | 1200                           | 3000                           | 3100                           | 3300                             | 1400                                                                                | 1500                           |
| 機番                               | 機番                         | 1401-1480                      | 2401-2440                                                           | 1501-1575                      | 1601-1633                      | 1701-1720                      | 1801-1855                      | 1901-1942                      | 1001-1120                      | 1201-1260                      | 3001-3040                      | 3101-3250                      | 3301-3340                        | 1401-1433                                                                           | 1501-1523                      |
| 製造両数                           | 製造両数                     | 80                             | 40                                                                  | 75                             | 33                             | 20                             | 85                             | 42                             | 120                            | 60                             | 40                             | 150                            | 40                               | 33                                                                                  | 23                             |
| 世代                               | 世代                         | 第1世代                        | 第1世代                                                             | 第2世代                        | 第2世代                        | 第2世代                        | 第2世代                        | 第3世代                        | 第3世代                        | 第3世代                        | 第3世代                        | 第3世代                        | 第3世代                          | 第1世代                                                                             | 第2世代                        |
| 製造年                             | 製造年                       | 1956-63                        | 1959-64                                                             | 1965-67                        | 1970-71                        | 1971-72                        | 1971-73                        | 1975-76                        | 1975-79                        | 1979-80                        | 1980-81                        | 1980-83                        | 1982-83                          | 1957-59                                                                             | 1965-66                        |
| 製造所                             | 製造所                       | FIAT                           | Breda                                                               | FIAT Breda                     | FIAT Breda Pistoiesi           | Breda Pistoiesi                | FIAT                           | FIAT Savigl Omeca              | FIAT Savigl Omeca              | FIAT Savigl Omeca              | FIAT Savigl Omeca              | FIAT Savigl Omeca              | FIAT Savigl                      | FIAT OM                                                                             | FIAT                           |
| 車軸配置                           | 車軸配置                     | (1A)(A1)                       | 2'B'                                                                | (1A)(A1)                       | (1A)(A1)                       | (1A)(A1)                       | (1A)(A1)                       | (1A)(A1)                       | (1A)(A1)                       | (1A)(A1)                       | (1A)(A1)                       | (1A)(A1)                       | (1A)(A1)                         | 2'2'                                                                                | 2'2'                           |
| 動力方式                           | 動力方式                     | ディーゼルエンジンによる機械式 | ディーゼルエンジンによる機械式                                      | ディーゼルエンジンによる機械式 | ディーゼルエンジンによる機械式 | ディーゼルエンジンによる機械式 | ディーゼルエンジンによる機械式 | ディーゼルエンジンによる機械式 | ディーゼルエンジンによる機械式 | ディーゼルエンジンによる機械式 | ディーゼルエンジンによる機械式 | ディーゼルエンジンによる機械式 | ディーゼルエンジンによる機械式   | ディーゼルエンジンによる機械式                                                      | ディーゼルエンジンによる機械式 |
| 軌間                               | 軌間                         | 1435 mm                        | 1435 mm                                                             | 1435 mm                        | 1435 mm                        | 1435 mm                        | 1435 mm                        | 1435 mm                        | 1435 mm                        | 1435 mm                        | 1435 mm                        | 1435 mm                        | 1435 mm                          | 1435 mm                                                                             | 1435 mm                        |
| 全長                               | 全長                         | 22110 mm                       | 22110 mm                                                            | 22110 mm                       | 22110 mm                       | 22110 mm                       | 22110 mm                       | 23540 mm                       | 23540 mm                       | 23540 mm                       | 23540 mm                       | 23540 mm                       | 23540 mm                         | 17700 mm                                                                            | 22110 mm                       |
| 全幅                               | 全幅                         | 2900 mm                        | 2900 mm                                                             | 2900 mm                        | 2900 mm                        | 2900 mm                        | 2900 mm                        | 2878 mm                        | 2878 mm                        | 2878 mm                        | 2878 mm                        | 2878 mm                        | 2878 mm                          | 2900 mm                                                                             | 2900 mm                        |
| 主機                               | 搭載数                       | 2基                            | 2基                                                                 | 2基                            | 2基                            | 2基                            | 2基                            | 2基                            | 2基                            | 2基                            | 2基                            | 2基                            | 2基                              | -                                                                                   | -                              |
| 主機                               | 形式                         | 203 S                          | D.140.S6H                                                           | 221 H                          | 221 H                          | 8217.12                        | 8217.12                        | 8217.32                        | 8217.32                        | 8217.12                        | 8217.32                        | 8217.32                        | 8217.32                          | -                                                                                   | -                              |
| 主機                               | 気筒数・配置                 | 水平直列6気筒                  | 水平直列6気筒                                                       | 水平直列6気筒                  | 水平直列6気筒                  | 水平直列6気筒                  | 水平直列6気筒                  | 水平直列6気筒                  | 水平直列6気筒                  | 水平直列6気筒                  | 水平直列6気筒                  | 水平直列6気筒                  | 水平直列6気筒                    | -                                                                                   | -                              |
| 主機                               | 排気量                       | 10.7 l                         | 10.2 l                                                              | 12.9 l                         | 12.9 l                         | 13.8 l                         | 13.8 l                         | 13.8 l                         | 13.8 l                         | 13.8 l                         | 13.8 l                         | 13.8 l                         | 13.8 l                           | -                                                                                   | -                              |
| 主機                               | 定格出力(FS規定)             | 110 kW                         | 100 kW                                                              | 115 kW                         | 115 kW                         | 115 kW                         | 115 kW                         | 147→170 kW                     | 147→170 kW                     | 120 kW                         | 147→170 kW                     | 147→170 kW                     | 147→170 kW                       | -                                                                                   | -                              |
| 主機                               | 定格回転数(FS規定)           | 1800 rpm                       | 1900 rpm                                                            | 1800 rpm                       | 1800 rpm                       | 1800 rpm                       | 1800 rpm                       | 1850 rpm                       | 1850 rpm                       | 1800 rpm                       | 1850 rpm                       | 1850 rpm                       | 1850 rpm                         | -                                                                                   | -                              |
| 主機                               | 定格出力(UIC規定)            | 125 kW                         |                                                                     | 136 kW                         | 136 kW                         | 166 kW                         | 166 kW                         | 206 kW                         | 206 kW                         | 166 kW                         | 206 kW                         | 206 kW                         | 206 kW                           | -                                                                                   | -                              |
| 主機                               | 過給器                       | VTx 150                        | 過給器付き                                                          | 自然吸気                       | 自然吸気                       | 自然吸気                       | 自然吸気                       | ターボチャージャー             | ターボチャージャー             | 自然吸気                       | ターボチャージャー             | ターボチャージャー             | ターボチャージャー               | -                                                                                   | -                              |
| 変速機                             | クラッチ方式                 | 単板                           | 変速機内蔵                                                          | 変速機内蔵                     | 単板                           | 単板                           | 単板                           | 2板                            | 2板                            | 単板                           | 2板                            | 2板                            | 2板                              | -                                                                                   | -                              |
| 変速機                             | 変速機方式                   | 機械式5段変速                  | Wilson C 235                                                        | Wilson C 235                   | 機械式5段変速                  | 機械式5段変速                  | 機械式5段変速                  | 機械式5段変速                  | 機械式5段変速                  | 機械式5段変速                  | 機械式5段変速                  | 機械式5段変速                  | 機械式5段変速                    | -                                                                                   | -                              |
| 変速機                             | 終減速比                     | 2.67                           | 2.67                                                                | 2.67                           | 2.67                           | 2.67                           | 2.67                           | 2.39                           | 2.39                           | 2.67                           | 2.39                           | 2.39                           | 2.64                             | -                                                                                   | -                              |
| 変速機                             | 総括制御可能両数             | 2両                            | 2両                                                                 | 2両                            | 2両                            | 2両                            | 2両                            | 2両                            | 2両                            | 2両                            | 2両                            | 3両                            | 3両                              | 2両 （自車含まず）                                                                  | 2両 （自車含まず）             |
| 最高運転速度                       | 最高運転速度                 | 110 km/h                       | 110 km/h                                                            | 110 km/h                       | 110 km/h                       | 110 km/h                       | 110 km/h                       | 130 km/h                       | 130 km/h                       | 110 km/h                       | 130 km/h                       | 130 km/h                       | 110 km/h                         | 110 km/h                                                                            | 110 km/h                       |
| 台車                               | 台車中心間距離               | 15150 mm                       | 15200 mm                                                            | 15150 mm                       | 15150 mm                       | 15150 mm                       | 15300 mm                       | 15300 mm                       | 15300 mm                       | 15300 mm                       | 15300 mm                       | 15300 mm                       | 15300 mm                         | 10900 mm                                                                            | 10900 mm                       |
| 台車                               | 台車形式                     | FIAT製                         | Breda製                                                             | FIAT製                         | FIAT製                         | FIAT製                         | 7170系                         | 7170系                         | 7170系                         | 7170系                         | 7170系                         | 7170系                         | 7170系                           | FIAT製                                                                              | FIAT製                         |
| 台車                               | 台車軸距                     | 2300 mm                        | 2500 mm                                                             | 2300 mm                        | 2300 mm                        | 2300 mm                        | 2450 mm                        | 2450 mm                        | 2450 mm                        | 2450 mm                        | 2450 mm                        | 2450 mm                        | 2450 mm                          | 2300 mm                                                                             | 2300 mm                        |
| 台車                               | 車輪径                       | 920 mm                         | 920 mm                                                              | 920 mm                         | 920 mm                         | 920 mm                         | 920 mm                         | 920 mm                         | 920 mm                         | 920 mm                         | 920 mm                         | 920 mm                         | 920 mm                           | 920 mm                                                                              | 920 mm                         |
| 重量                               | 自重                         | 32.0 t                         | 32.0 t                                                              | 34.0 t                         | 34.0 t                         | 36.0 t                         | 35.0 t                         | 37.0 t                         | 37.0 t                         | 37.0 t                         | 37.0 t                         | 37.0 t                         | 37.0 t                           | 20 t                                                                                | 20 t                           |
| 重量                               | 動輪周上重量                 | 17.2 t                         | 18.0 t                                                              | 17.2 t                         | 18.0 t                         | 18.4 t                         | 18.0 t                         | 19.0 t                         | 19.0 t                         | 19.0 t                         | 19.0 t                         | 19.3 t                         | 19.3 t                           | -                                                                                   | -                              |
| 定員                               | 座席（1等）                  | 8名                            | 8名                                                                 | 8名                            | 8名                            | 8名                            | 8名                            | 12名                           | 12名                           | 8名                            | 8名                            | 8名                            | 8名                              | -                                                                                   | -                              |
| 定員                               | 座席（2等）                  | 60名                           | 60名                                                                | 60名                           | 60名                           | 60名                           | 60名                           | 56名                           | 56名                           | 60名                           | 60名                           | 60名                           | 60名                             | 64名                                                                                | 82名                           |
| 乗降口台数                         | 乗降口台数                   | 1箇所                          | 1箇所                                                               | 1箇所                          | 1箇所                          | 1箇所                          | 1箇所                          | 2箇所                          | 2箇所                          | 1箇所                          | 1箇所                          | 1箇所                          | 1箇所                            | 1箇所                                                                               | 1箇所                          |
| 備考                               | 備考                         |                                | ALn668.1439 - 1440号機は車軸配置(1A)(A1)で製造、1969年に2'Bo'に改造 |                                |                                |                                |                                |                                |                                | 低出力型                       |                                |                                | 勾配線区用の低歯車比・高牽引力型 | Ln68.1401 - 1404号車は付随車として1957年製造、1964年に制御車Ln664.1401 - 1404に改造 |                                |
| 1. 2. 3. 4. 5. 6. 7. 8. 9. 10. 11. |                              |                                |                                                                     |                                |                                |                                |                                |                                |                                |                                |                                |                                |                                  |                                                                                     |                                |

## 仕様

### 車体
- リットリナ以降のイタリア気動車は車体両端部を流線型としたのものであったが、本形式および同時期に導入されたALn.773では丸みの強い形状ではあるものの通常の箱形の車体となっている。ALn 668.1500からは車体構造の変更と床面の主機点検口の廃止により車端耐荷重が800 kNに、ALn 668.1800からは床板にステンレスの波型成形板が使用されて車端耐荷重が1500 kNにそれぞれ強化されているほか、ALn668.1207号機は側面外板にステンレス鋼を使用しており[5]、後に後述のXMPR塗装に変更されるまでこの部分は無塗装であった。また、連結器は台枠端梁取付のねじ式連結器で緩衝器が左右、フック・リングが中央にあるタイプで、電気連結器は重連総括制御用のものが設置されている。
- 室内の配置は前頭部側から以下の通りとなっており、ALn668.1999号機とALn668.1900/1000では乗降扉を中央1箇所から前後2箇所に変更しているが、床下機器の整備性の向上と製作の容易化を図るため、次シリーズのALn668.1200から中央1箇所に戻されている。
  - ALn668.1400/2400/1500/1600/1700/1800：運転室 - 手荷物室 - 1/2等室 - 乗降デッキ（トイレ付） - 2等室 - 運転室
  - ALn668.1999号機およびALn668.1900/1000：運転室 - 手荷物室 - 1等室 - 乗降デッキ（トイレ付） - 2等室 - 乗降デッキ - 2等室 - 運転室
  - ALn668.1200/3000/3100/3300：運転室 - 手荷物室 - 2等室 - 乗降デッキ（トイレ付） - 1/2等室 - 運転室
  - Ln68：2等室 - 乗降デッキ（トイレ付） - 2等室
  - Ln664.1400およびLn882.1500：片隅式運転室 - 2等室 - 乗降デッキ（トイレ付） - 2等室
  - Ln882.1500：運転室 - 2等室 - 乗降デッキ（トイレ付） - 2等室
- 車体正面には中央に貫通扉が設置され、その両脇と車体隅部に正面窓が設置されており、正面窓下部左右に丸型前照灯兼標識灯を、第2世代以降はさらに正面上部中央に丸型前照灯を配置している。第1・第2世代の車体隅部の窓は基本的に平面窓であるがALn668.2400のみ曲面ガラスを使用しているほか、Ln664.1400は車体隅部の窓が設置されていない。また、ALn668.1999号機と第3世代では正面デザインが変更され、前面外板が屋根上部まで延長されたほか、正面窓が側面まで一体の曲面ガラスに変更されているが、この窓は後に安全上の理由により[6]第2世代以前の機体と同様の平面ガラスを組み合わせたものに改造されている。正面貫通扉は初期に導入されたALn 668.1470号機までとALn 668.2430号機までおよび、Ln664.1400のものは片側内開きで、後に貫通幌を追加しているが、以降の機体は扉を外板側と室内側の2重に設置してその間に連結幌と渡り板を収納する、イタリア国鉄車両の標準的な構造となり、本形式では外側は観音開き、内側は片開きの扉となっており、正面の外観はFIATがギリシャ国鉄向けに1958年に納入したAA.27形と類似のものとなっている。
- 側面の客室窓はアルミ枠の上段下降/下段固定式の2段窓で横引式のカーテン付のものが座席各ボックス毎に1箇所ずつ設置され、第3世代の機体では寸法が拡大されている。乗降扉は3枚折戸で、ALn668.1999号機とALn 668.1900/1000は前後に片側2箇所設置し、その他のシリーズは中央に2箇所をまとめて設置しており、乗降口には2段のステップが設置される。また、乗務員室扉は右側のみ内開き戸が設置されるほか、荷物室両側面には上下方向に開閉するシャッター式の扉が設置されている。編成端側の乗降扉横には大型の行先表示板差しが設置されており、列車名、始発駅、主要停車駅、終着駅、号車番号を表示していた。また、側面窓は大型でアルミ枠の二段窓で横引式のカーテン付のものが座席各ボックス毎に1箇所ずつ設置されている。
- 座席は1等、2等とも通路を挟んで2+2列の4人掛けの固定式クロスシートで、シートピッチはALn668.1400以降が1等1680 mm、2等1600 mm、ALn668.1900以降は1等・2等とも1680 mmに設定されており、座席はALn668.1400では製造予算額の関係からコスト抑制を重視した仕様であったが、その後のシリーズでは時代に応じ仕様が見直されているほか、ALn668.1500/1600/1700/1800、Ln664、Ln882などの乗降デッキには折畳式補助席3脚が用意されている。このほか、室内灯はALn668.1400以降は白熱灯でALn668.1500から蛍光灯に変更されており、基本的な内装は、客室は天井および妻壁面はクリーム色で側面壁は薄緑色のもの、デッキおよび運転室は天井、壁面とも薄緑色となっているほか、ALn668.1401 - 1470号機やLn664.1400では荷棚が枕木方向に設置されている。
- 運転室は左側に運転台、右側に簡単な助士席が設置され、連結時には運転室を中央の通路から仕切ることができる構造となっている。FIAT製5段変速機を装備する機体の運転台には、変速兼マスターコントローラーハンドル、逆転レバー、自動ブレーキ弁等と計器・スイッチ類が設置されており、Wilson式4段変速機を装備する機体ではマスターコントローラーハンドルと変速レバーが別個のものとなっているが、その他は同様の配置となっている。
- イタリア国鉄の電車、気動車は床下にカバーを設けるのが通例であり、例えば本形式と同時に開発された液体式のALn773にも設けられていたが、本形式はメンテナンス性の確保と床下の各種機器の冷却効率の向上を目的として床下機器カバーを設置しておらず、これはALn668およびLn664および後継のALn663以外には事例の少ない[注釈 17]特徴となっている。
- 車体塗装は年代によって主に以下の4種があり、各機体とも年代ごとに順次新しい塗装に変更されている。
  - ALn668.1401 - 1402号機およびLn68.1401 - 1404号車：車体下半部を1930年代以降のイタリア鉄道車両標準のイザベラ[注釈 18]と呼ばれる赤茶色、上半部を栗色とし、両色の境界部に白帯を入れたもの。
  - ALn668.1403 - 1470号機、ALn668.2401 - 2430号機：車体下半部をコロニアルイエロー[注釈 19]と呼ばれる黄色、上半部をヴェルデ・リケーネ[注釈 20]と呼ばれる薄い緑色とし、両色の境界部にヴェルデ・ボッティッリャ[注釈 21]と呼ばれる濃緑色の帯を入れ、正面窓周りを同色で縁取ったもの。
  - ALn668.1471号機以降および、ALn668.2431号機以降：ALn 668.1403号機で試用されたものをベースとした統合塗装[注釈 22]と呼ばれる塗装。車体下半部をパーチメントベージュ[注釈 23]と呼ばれるクリーム色、と車体上半部と車体裾部を明るいブルーグレーとし、窓下部の両色の境界部に赤色の帯を入れたもの。
  - 1990年代後半以降：1995年に制定されたXMPRカラースキームと呼ばれるイタリア国鉄の標準塗装で、ライトグレーをベースに車体の前後端部と裾部を青緑色とし、側面前後端部の両色の境界部に青色の斜めの太い斜めの帯を、車体裾部の両色の境界部にオレンジ色の、前面の前照灯部に赤色の帯をそれぞれ入れたもの。なお、標準のXMPRカラースキームでは車体裾部は本形式のオレンジ色の帯ではなく青色となっている。

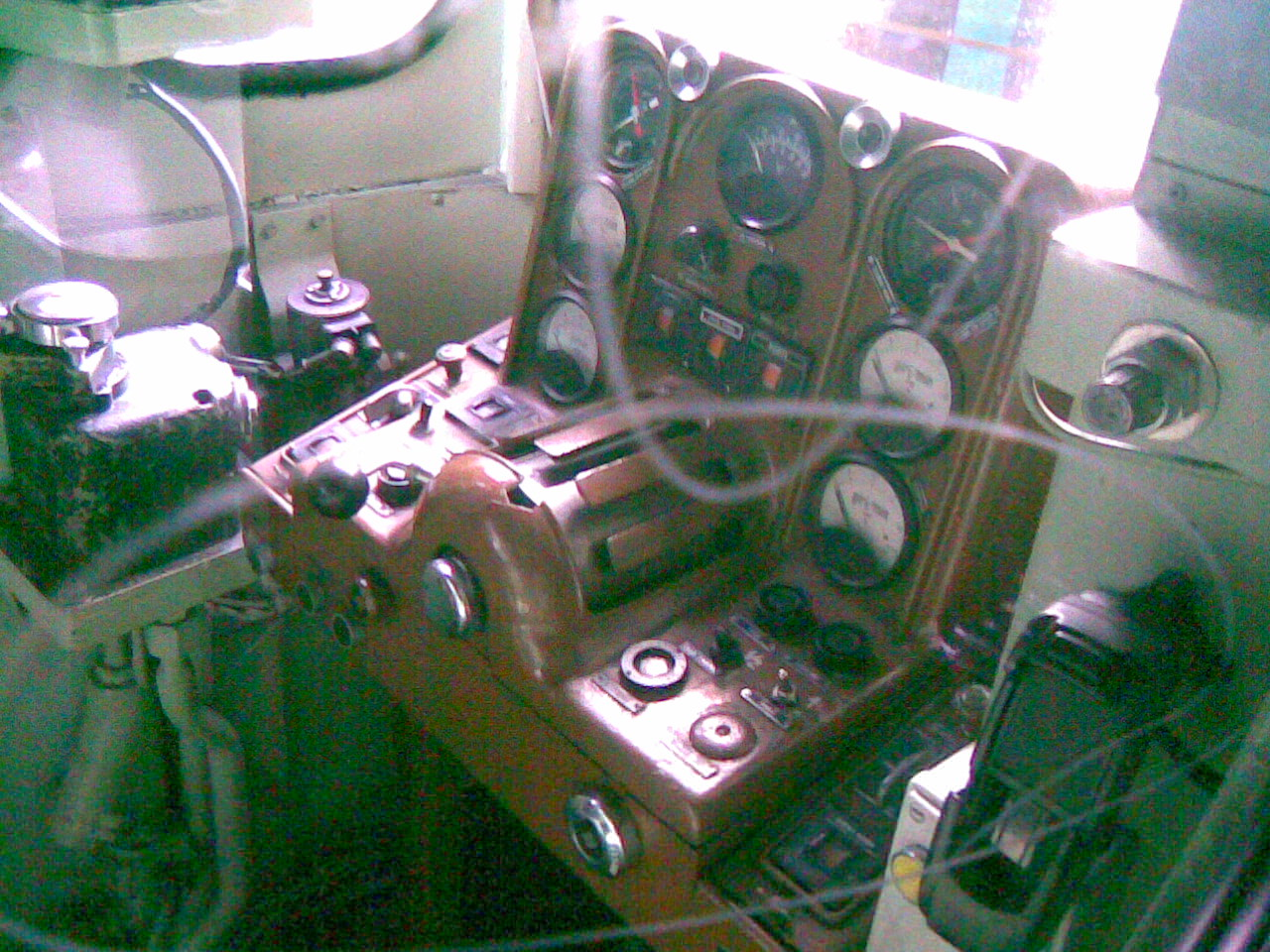
FIAT製5段変速機を装備する機体の運転台、中央のハンドルで変速機と機関出力の双方を制御することが可能
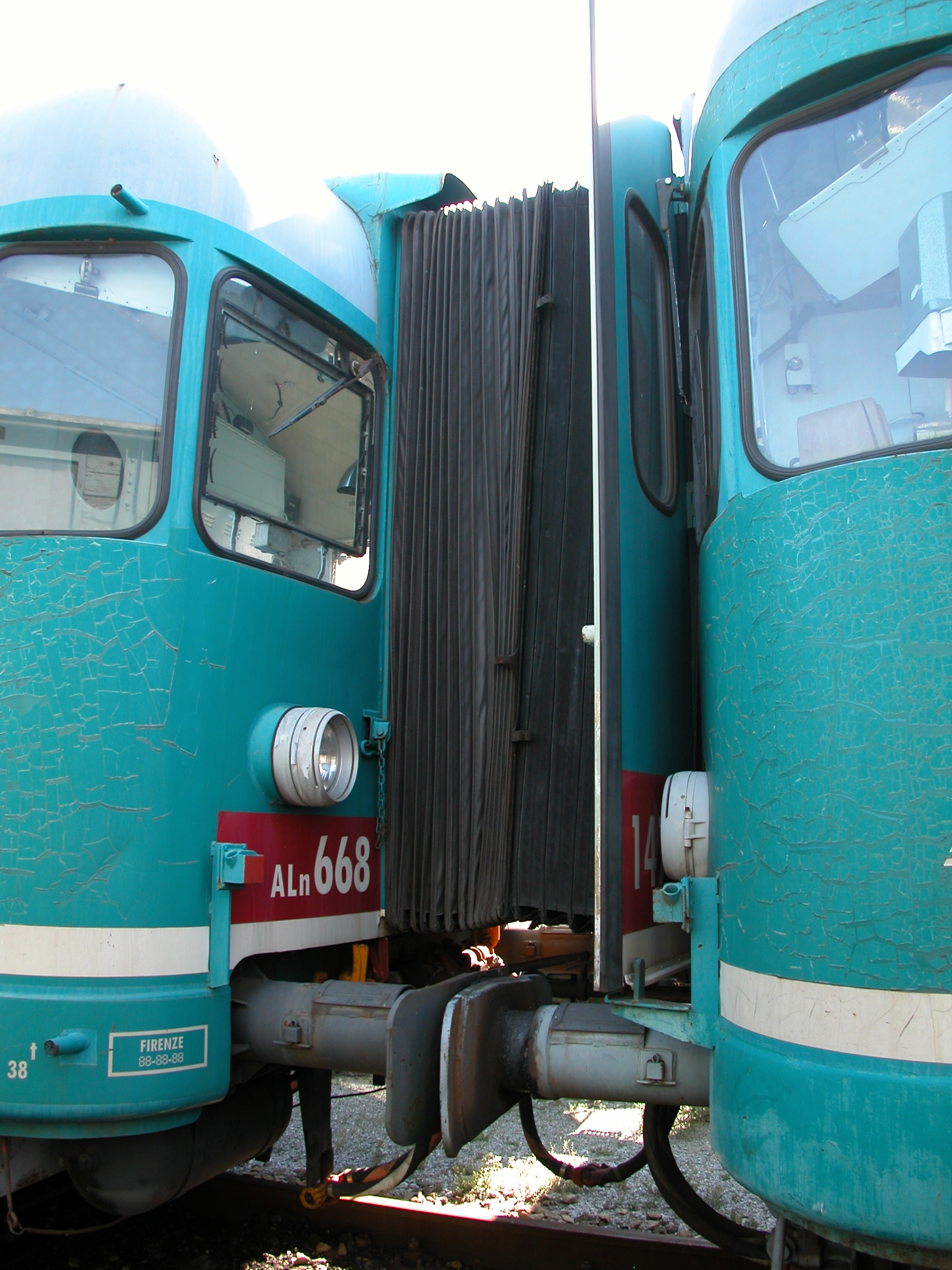
ALn668.1400の連結部、左側が正面貫通扉が片開きの機体、右側が観音開きの機体
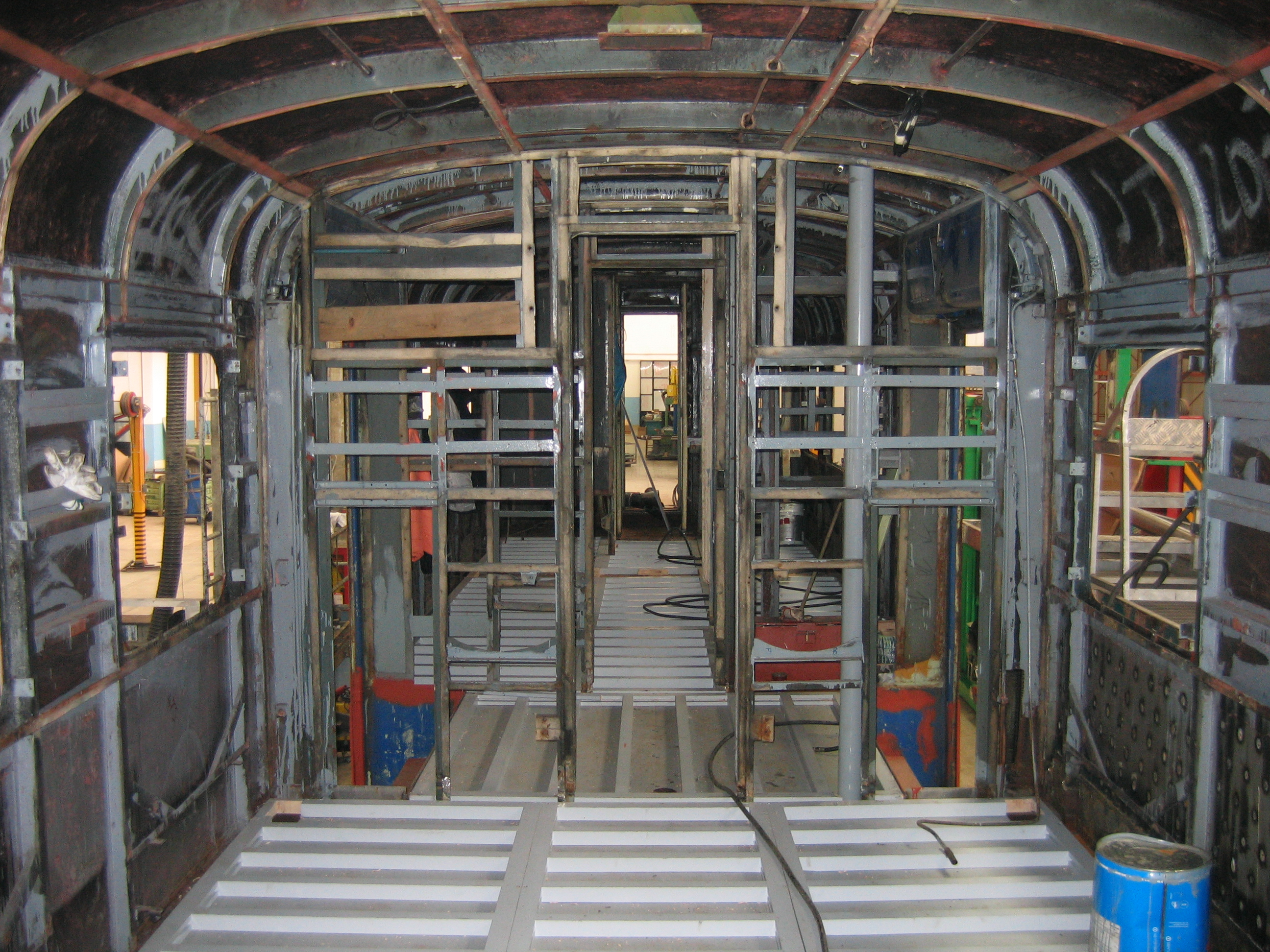
制御車のLn664.1400の構体
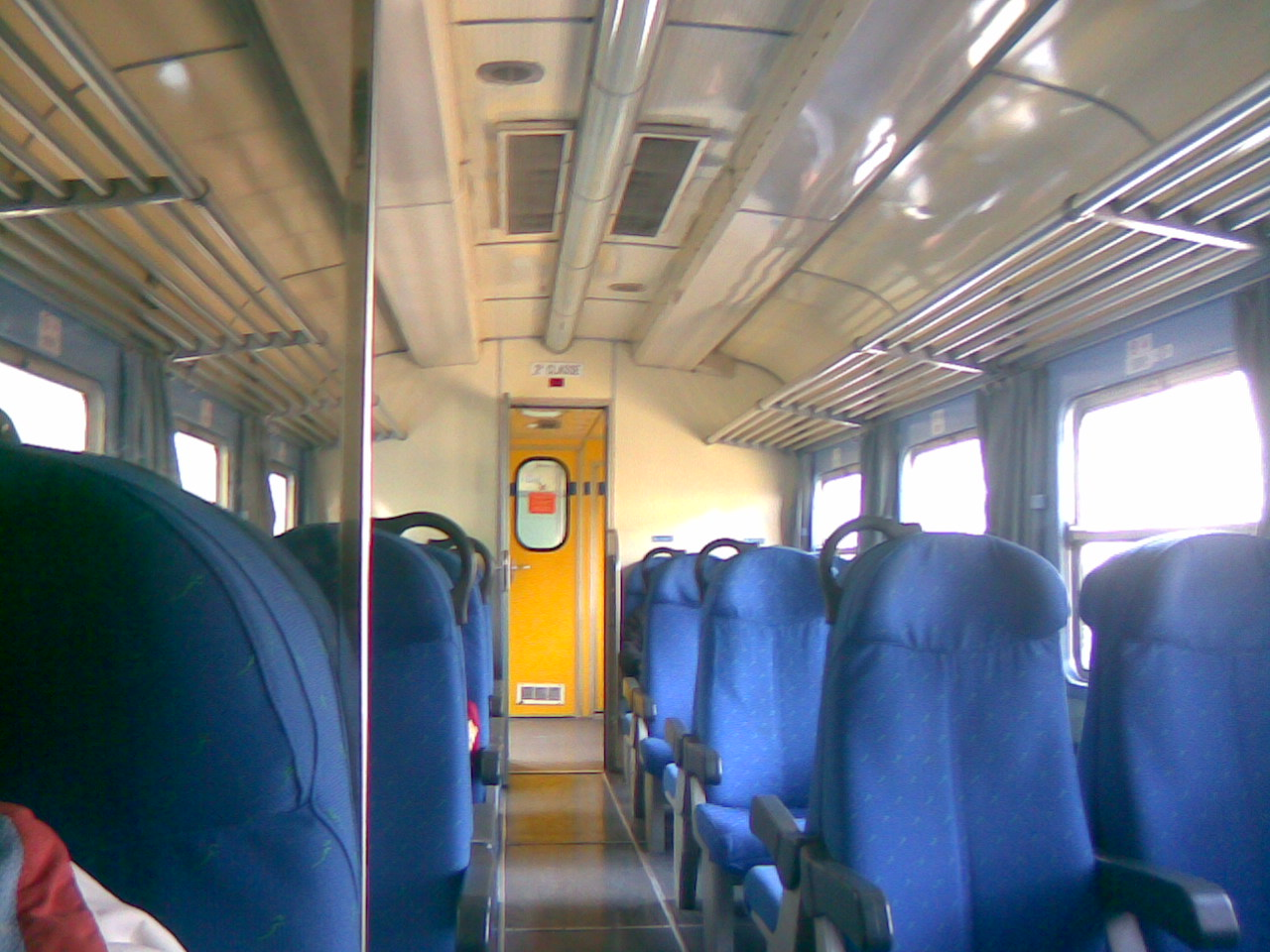
更新改造後のALn668の室内
車体塗色の変遷、上段よりカスターノ/イザベラ塗装、コロニアルイエロー/ヴェルデ・リケーネ塗装、統合塗装、XMPR塗装

### 走行機器
- 本形式のうち、ALn668.1400およびALn668.1500以降の各シリーズの駆動系は、車軸配置を(1A)(A1)として床下に搭載した2基の主機でそれぞれ片側の台車の1軸ずつを駆動するもので、主機とそこに直結された流体継手とクラッチから中間軸、変速機、推進軸、終減速機、動輪の順で駆動力が伝達される。また、ALn668.2400は車軸配置を2'B'として2基の主機で片側台車の2軸に駆動力を伝達している。
- 本形式が搭載する主機は以下の通りであり、ALn668.2400が搭載するイソッタ・フラスキーニ製の機関は鉄道車両用に設計されたもので、製造当初は信頼性が低かったため運行開始後に細部に多くの改良が必要となったほか、機関の調整が難しかった一方で、それ以外のシリーズの機体が搭載していた商用車用のものをベースに開発されたFIATおよびIveco製の機関は堅牢で耐久性が高く、一部の交換部品は商用車用の機関と共通のものを使用可能であるといった利点があった。
  - ALn668.1400が搭載するFIAT製の203 Sは直噴式水平直列6気筒、排気量10.676 lでBBC[注釈 24]製のVTx 150ターボチャージャーを装備しており、FIATの682 Nトラックやバスに搭載していたものを横型に変更したものであ流。この機関のUIC規定に基づく定格出力は125 kWであるが、イタリア国鉄では冷却系の性能と勾配やトンネルの多い線区での運用を考慮したFS規定に基づく定格出力を110 kWに設定している。
  - ALn 668.1500/1600が搭載するFIAT製221 Hも同じくバス・トラック用の機関を横型にした水平直列6気筒、排気量12.883 lのもので、UIC規定の定格出力は136 kWでFS規定に基づく定格出力を116 kWに設定しており、当時のターボチャージャーの保守性を考慮して自然吸気式としている。
  - ALn668.1700以降が搭載するFIAT/Iveco製の8217系列の機関はIveco 190 Turboなどが搭載するトラック用の機関を横型にしたもので、水平直列6気筒、排気量13.798 l、ボア137 mm×ストローク156 mmで、過給機付きの8217.32はHolset[注釈 25]製のターボチャージャーを装備している。自然吸気式の8217.12のUIC規定の定格出力は166 kWでFS規定に基づく定格出力を115 kW（ALn668.1700/1800）もしくは120 kW（ALn668.1200）に設定しており、同様に過給機装備の8217.32のUIC規定の定格出力は206 kWであるが、FS規定の定格出力を当初147 kWに設定しており、その後1980-81年の試験結果に基づき順次170 kWに調整したほか、ALn668.3181号機およびALn668.3301号機以降は当初より170 kWに設定されている。この8217系列の機関はその後ATR410など2000年前後までにFIATで製造された気動車に広く採用されている。
  - ALn668.2400が搭載するD 140 S6Hはイソッタ・フラスキーニ製で水平直列6気筒、排気量10.179 lの機関で、Holset製のターボチャージャーを装備している。
- ALn668.1400およびALn668.1600以降が搭載するFIAT製5段変速機は欧州で多用されていた、常時噛合せ式の歯車を電磁空気式で切換える方式のもので、RALn60およびALn64に搭載されて実績のあるものとなっている。また、ALn668.2400およびALn668.1500のC 325変速機は遊星歯車を使用したBreda製でWilson式4段変速のプリセレクタ・ギアボックスで、Breda製のALn880やALn442-448などが搭載しているものと同じ方式となっている。
- 流体継手は、変速等による駆動トルクの変動や振動を吸収するために主機とクラッチもしくは変速機との間のに設置されており、その役割から流体フライホイールとも呼ばれるもので、機関出力の高いALn668.1900/1000/3000/3100/3300は呼び径500 mmのもの、低出力型のALn668.1200は呼び径460 mmのものを、その他のシリーズは呼び径450 mmのものを装備している。
- ALn668.1400/1500/1600/1700/1800/1200のクラッチは単板式で、部品共通化のため、本来別途のクラッチを必要としないWilson式変速機を搭載するALn668.1500の主機にもクラッチが設置されており、機関出力の高いALn668.1900/1000/3000/3100/3300には2板式のクラッチを搭載している。
- 本形式が装備する台車は以下の3種であり、イタリア国鉄のローカル区間の線路条件にも適合するように設計されたものとなっている。
  - ALn668.1400/1500/1600/1700が装備するFIAT製の台車は、枕ばねに重ね板ばねを使用したインダイレクトマウント式台車で、台車枠は鋼板溶接組立式、軸箱支持方式はコイルばねを使用した軸箱守式である。また、軸距は2300 ｍｍ、車輪径は動輪/従輪とも同一で、試作機のALn668.1401 - 1403号機およびLn68.1401 - 1404号車は910 mm（最大摩耗時850 mm）、その他の機体は920 mm（最大摩耗時860 mm）となっている。基礎ブレーキ装置は各車輪ごとに計4基のブレーキシリンダを設置した両抱式のもので鋳鉄制輪子を使用しているほか、ALn668.1401 - 1430号機の動輪には砂撒き装置が設置されている。
  - ALn668.2400が装備するBreda製の台車はALn442-448などの同社製気動車の台車と同様の設計のもので、台車枠は鋼板溶接組立式、車輪径は動輪/従輪ともに920mm、軸距2500ｍｍで、軸箱支持方式は軸箱守式、軸ばね/枕ばねともにゴム被覆付のコイルばねであるエリゴばねとなっている。また、基礎ブレーキ装置は両抱式であったほか、各動輪には砂撒き装置が設置されて台車枠には砂箱が4箇所設置されていたが後に撤去されている。この台車は本形式が使用されたイタリアのローカル線の軌道の状態に適合せず、上下動や衝動が大きかったため、オイルダンパーの追加などの改良が実施されたが十分には改善されなかった。
  - ALn668.1800以降が装備する、ALn668.1999号機で試用されたFIAT製7170系台車は従来と同じくインダイレクトマウント方式のものであるが、乗り心地と保守性の向上を図るために摺動部や端梁を排した構造となっている。車輪径は動輪/従輪ともに920mmと変更なく、側受も従来同様のコロ式であるが、軸距が2450ｍｍとなり、台車枠は端梁を省略した鋼板溶接組立式、軸箱支持方式が軸梁式に変更となったほか、軸ばねのほか枕ばねもにコイルばねとなり、枕ばねには上下方向と枕木方向にオイルダンパーが併設されて対応最高速度は160 km/hとなっている。また、基礎ブレーキ装置は各車輪ごとに計4基のブレーキシリンダを設置し、試作機のALn668.1999号機および最初の量産機であるALn668.1801 - 1851, 1858 - 1868の基礎ブレーキ装置は摩擦係数が高い合成制輪子を使用した片押式のもの、その他の機体が従来と同じ鋳鉄制輪子を使用した両抱式のものとなっている。
- ブレーキ装置として自動空気ブレーキと駐機用の手ブレーキを装備する。

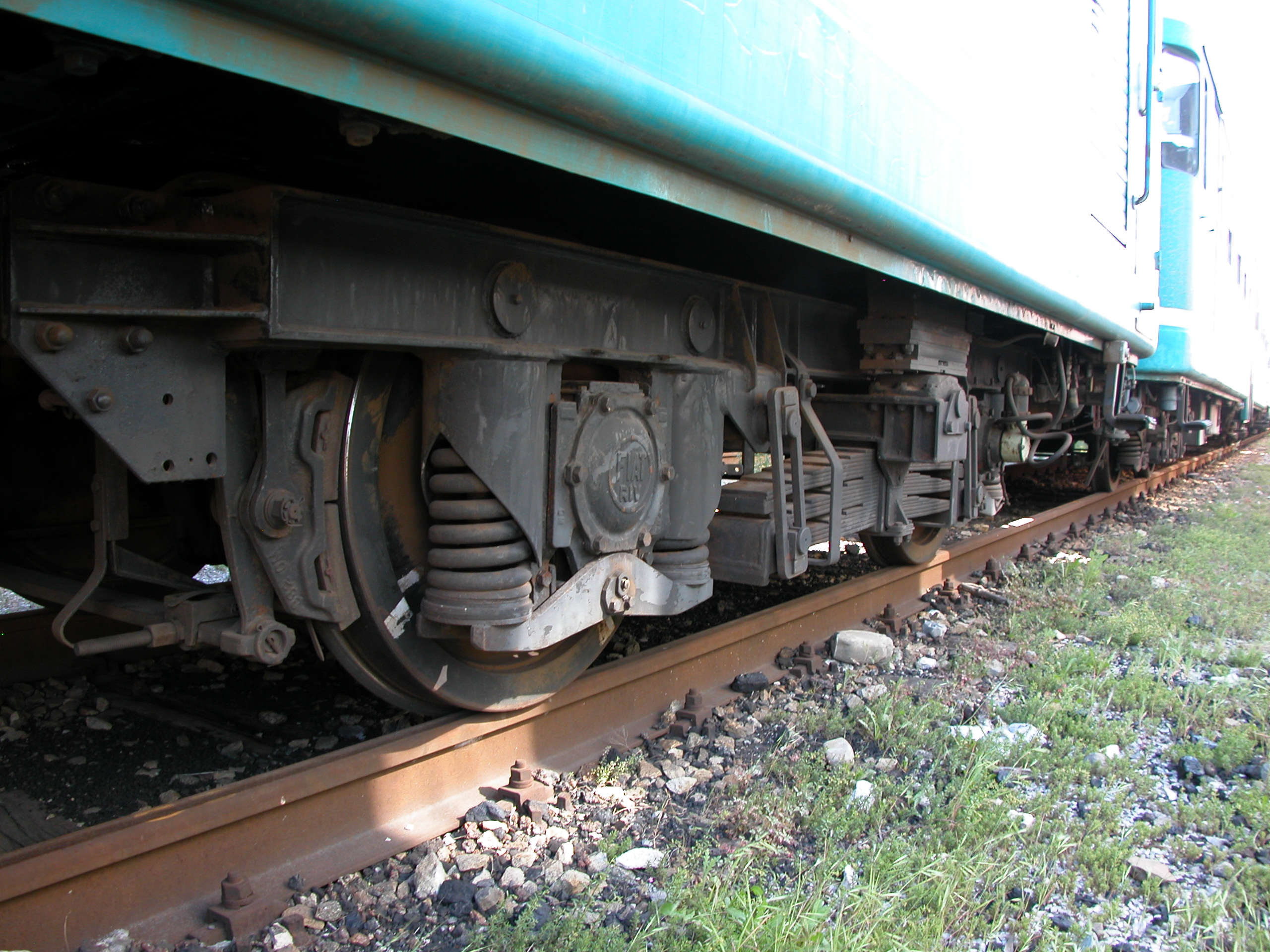
ALn668.1400が装備するFIAT製の軸箱守式/重ね板ばね式台車、枕ばね上の側受はローラー式
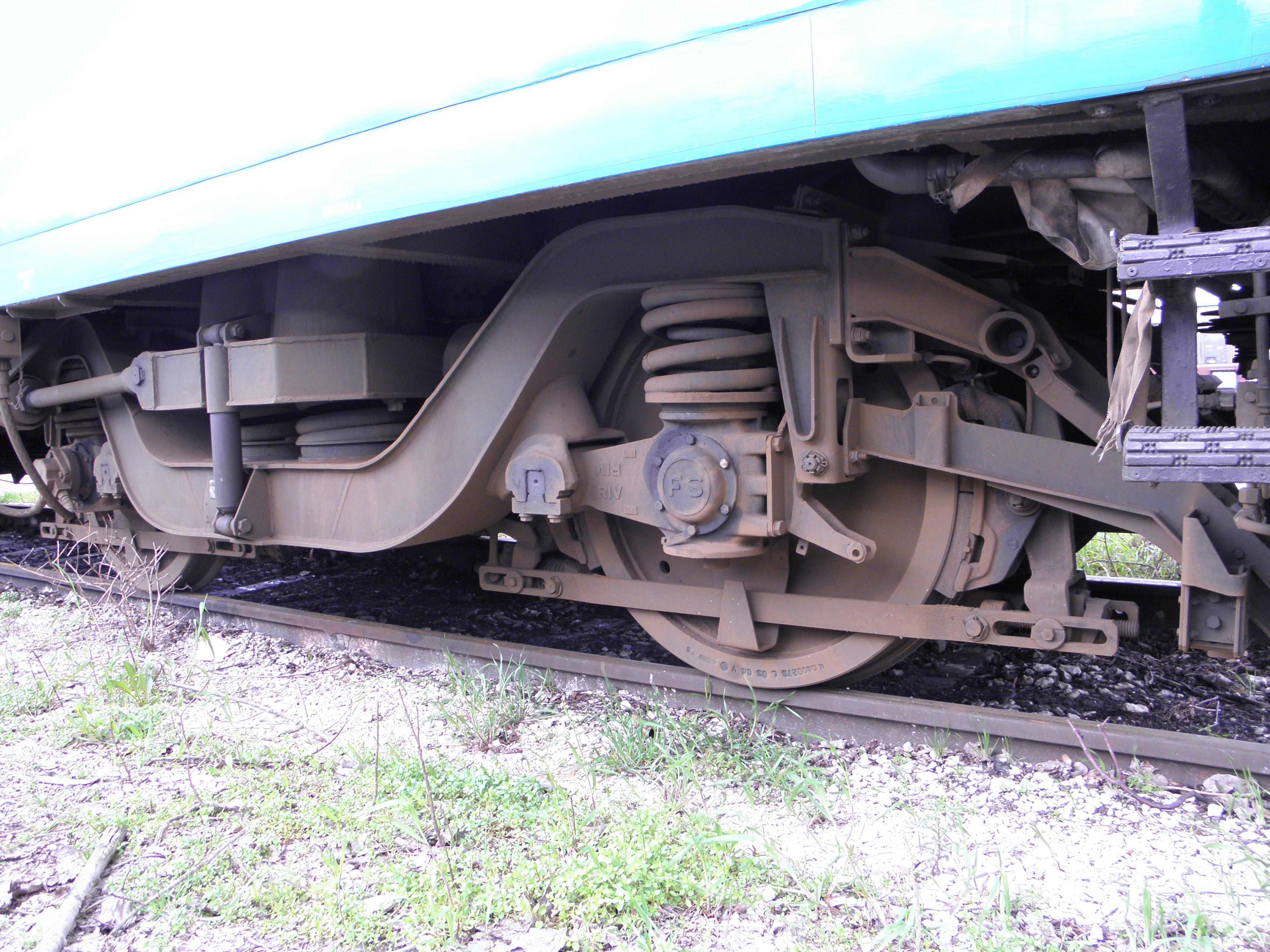
ALn668.1200が装備する軸梁式/コイルばね式の7170系台車
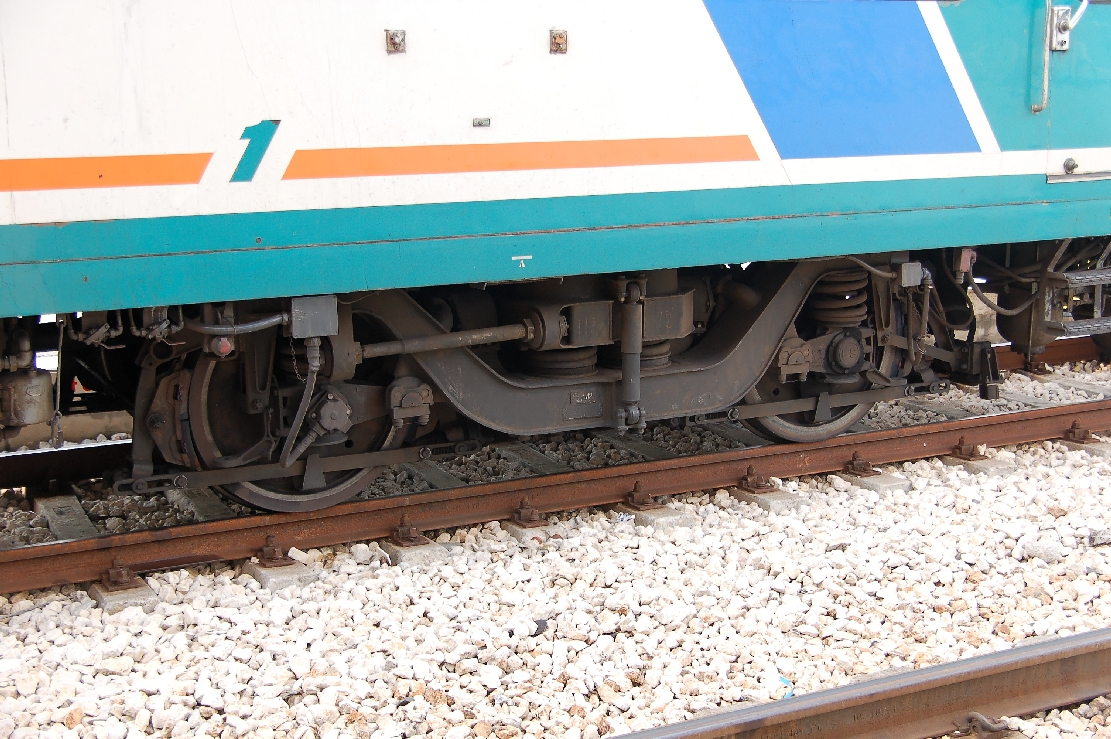
同じくALn668.3300が装備する7170系台車
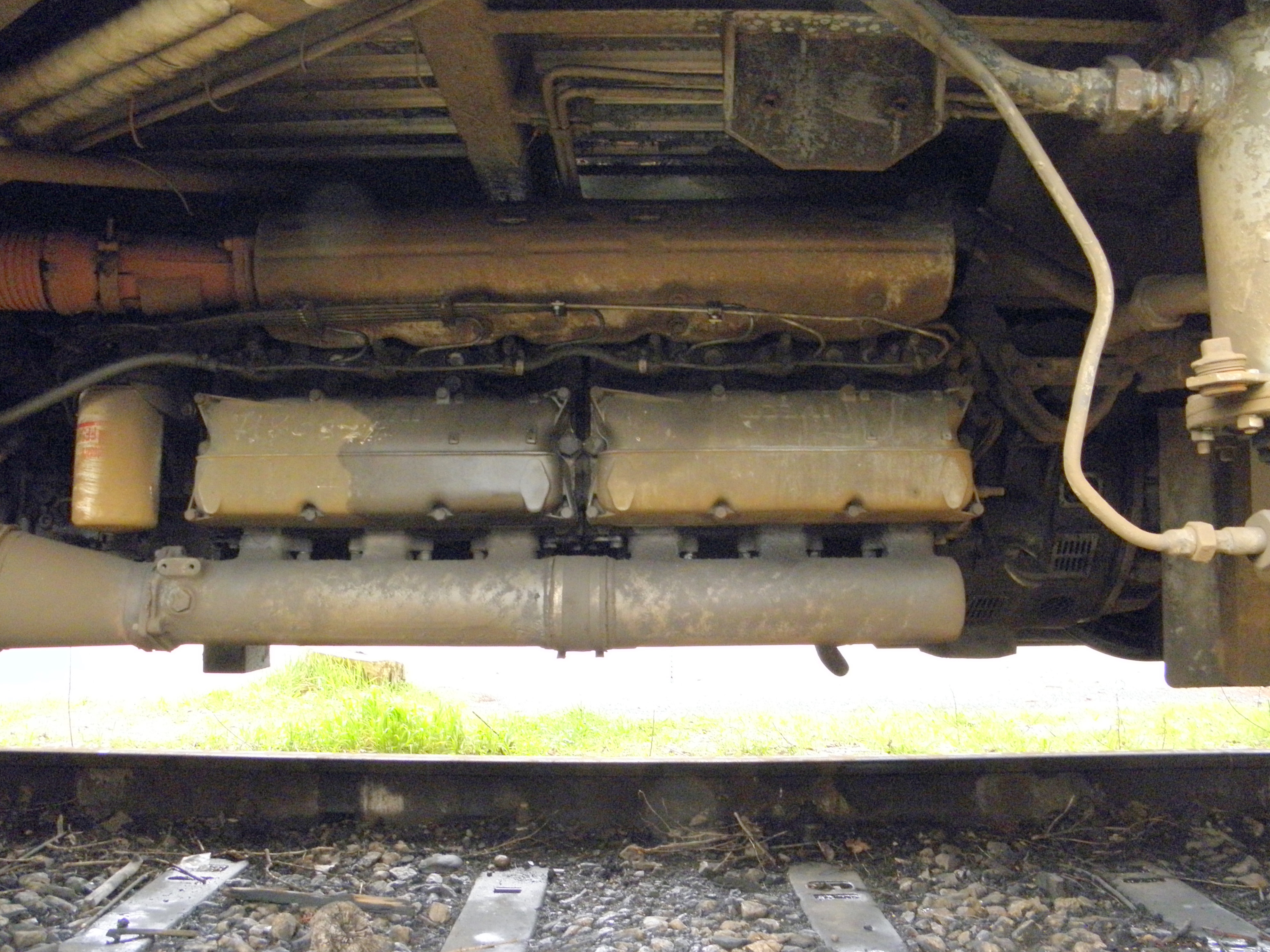
ALn668.1200の主機であるFIAT/Iveco 8217.12ディーゼル機関
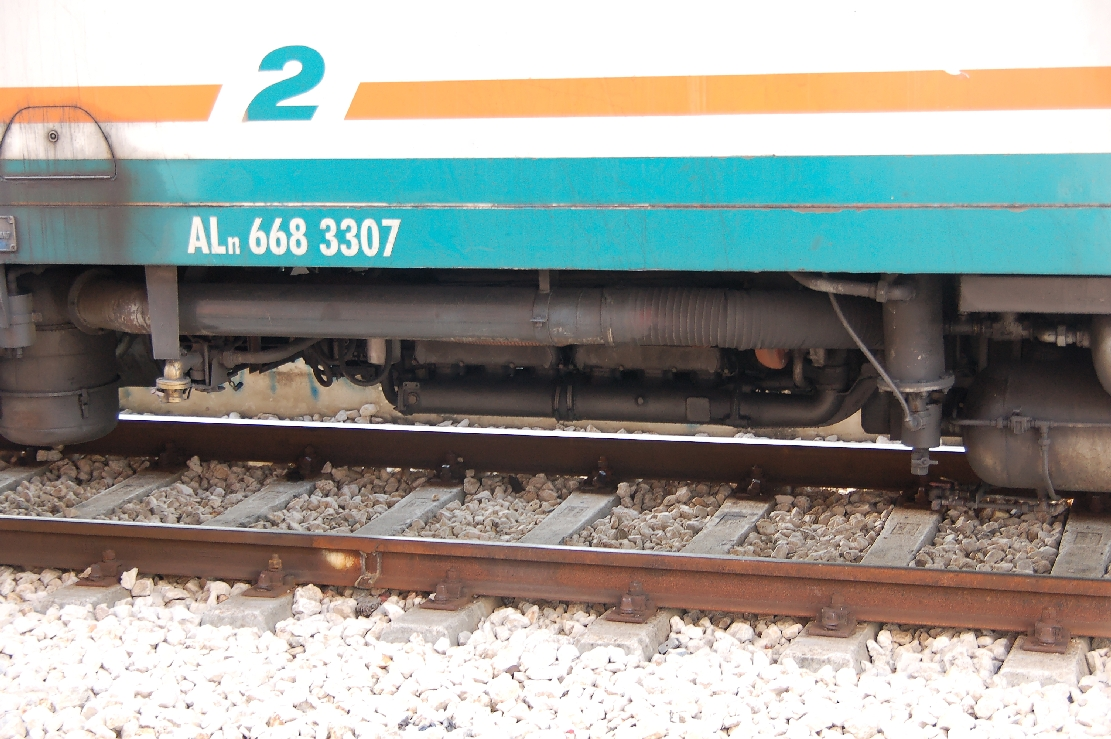
ALn668.3300の主機であるFIAT/Iveco 8217.32ディーゼル機関

### 改造
- 初期に導入されたALn668.1400/2400、Ln664.1400に対しては使用実績に基づき以下のような改造工事が実施されている。
  - ALn668.1400は当初温水式暖房のみの装備で暖房能力が不足したため、後のシリーズと同じくベバスト式暖房を装備。
  - 軽量化を図ったため台枠強度が後の規格に適合していなかったALn668.1400およびLn664.1400に関し、車端耐荷重を600 kNへ強化する改造を実施している。
  - 当初付随車として製造されたLn68.1401-1403号車は1965年にLn664.1404号車以降と同等の制御車に改造されてLn664.1401-1403号車となっている。
  - ALn668.1401-1470号機およびALn668.2401-2430号機、Ln664.1400は1960-70年代に正面貫通幌を装備している。
  - Ln664.1400に対し、1992年に3機までの重連総括制御が可能なALn668.3100の中間車として使用できるよう改造が実施され、4両編成での運転が可能となっている。また、一部の機体については、2003年以降内装の更新が実施されている。
- 一部の機体に対し以下の通り機関・変速機の換装が実施されている。
  - ALn668.1400のうち1機が2000年に主機をFIAT/Iveco製8217.32に換装し、2002-03年に2機の主機を出力118 kWのDeutz[注釈 26]製013 BF6Mに換装する改造をそれぞれ実施している。
  - 信頼性の面で劣るWilson4段変速機を装備していたALn668.1500について、2000年には3機[注釈 27]の更新・冷房化改造に際して主機を8217.12へ、変速機をFIAT製5段変速機に換装する改造を、2004年には1機[注釈 28]の主機を出力178 kWの1013FCに、変速機を液体式のZF[注釈 29]HP500Rに換装する改造をそれぞれ実施している。
  - 低出力型のALn668.1200のうち6機が2001年以降に過給機付のFIAT/Iveco製8217.32に換装している。
- 7170系台車を装荷する機体のうち、最初期に製造されて合成制輪子・片押式基礎ブレーキを装備していたALn668.1800の1801-1851、1858-1868号機は1977年以降順次鋳鉄制輪子・両抱式基礎ブレーキに改造されている。
- 1996-98年にALn668.3100の7機に対し空調装置の搭載試験が実施されていくつかの方式が試用されたが、最終的には8217.32を搭載した機種について、主機で圧縮機と補助発電機を駆動するバス用の空調装置を2組搭載することとし、空調装置分の駆動力を確保するために主機のラジエーターを新設計のものに換装して機関出力を170 kWから200 kWに調整している。ALn668.1900/1000/3000/3100/3300への空調装置の搭載改造は1999-2001年に車体塗装のXMPR塗装への変更、客室の座席更新と併せて実施されているほか、主機出力の小さいALn668.1200は当初空調装置の搭載対象外であったが、2001年以降順次空調機を搭載している。
- イタリアFS財団[注釈 30]は同財団が運行する観光列車に使用する機材とするため、ALn668.3308, 3319号機の燃料を液化天然ガス化し、二酸化炭素排出量の20 %抑制と粒子状物質の排出解消を図ることとし、2019年3月にイタリア国鉄がSnam[注釈 31]、日立レールイタリアと締結した協定に基づき、リミニ工場で2020年11月より大規模修繕と併せて改造工事を実施している[8]。

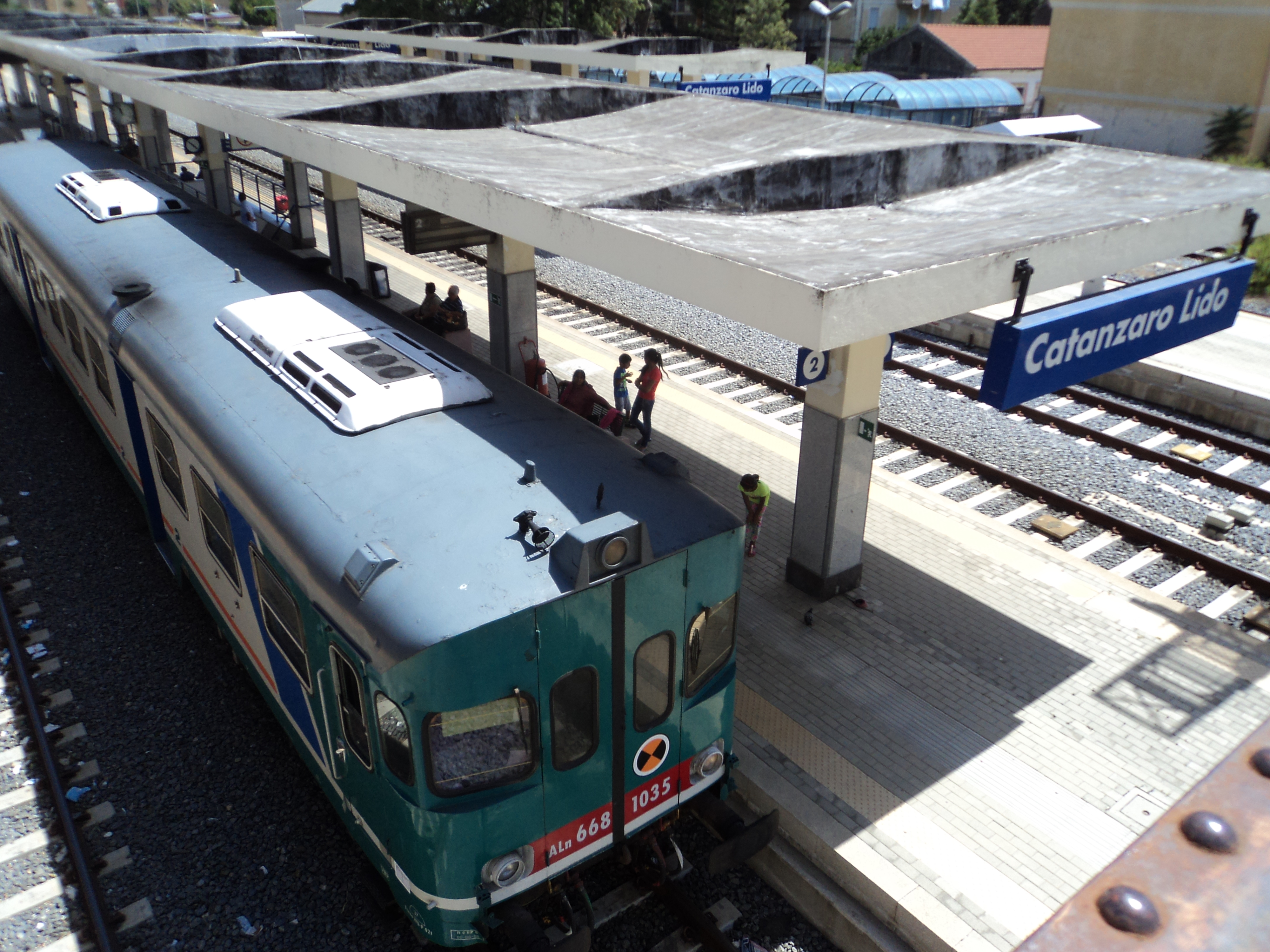
ALn668.1100の冷房改造機のALn668.1035号機、屋根上に2基の空調装置が搭載される
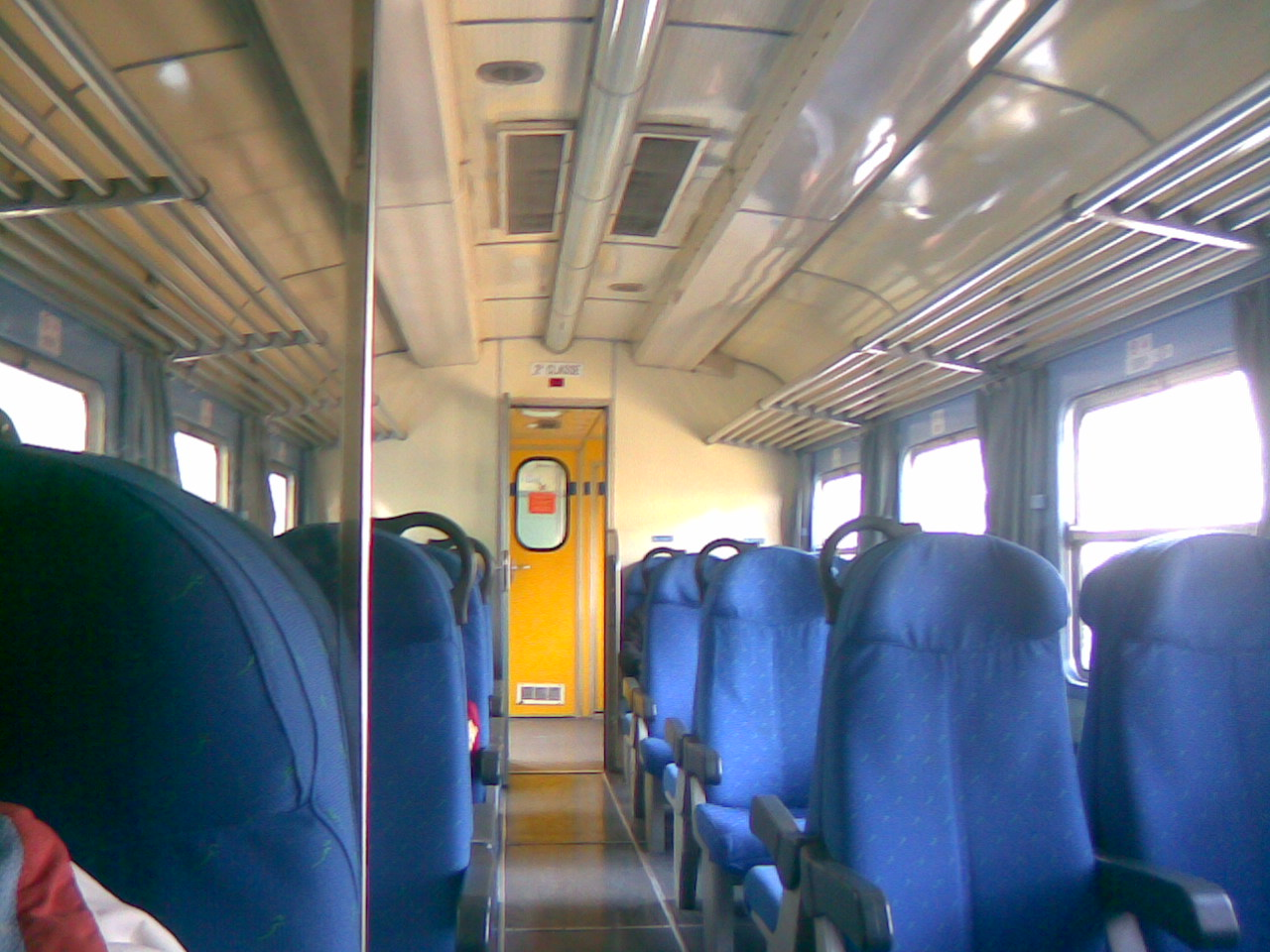
更新改造後のALn668の室内
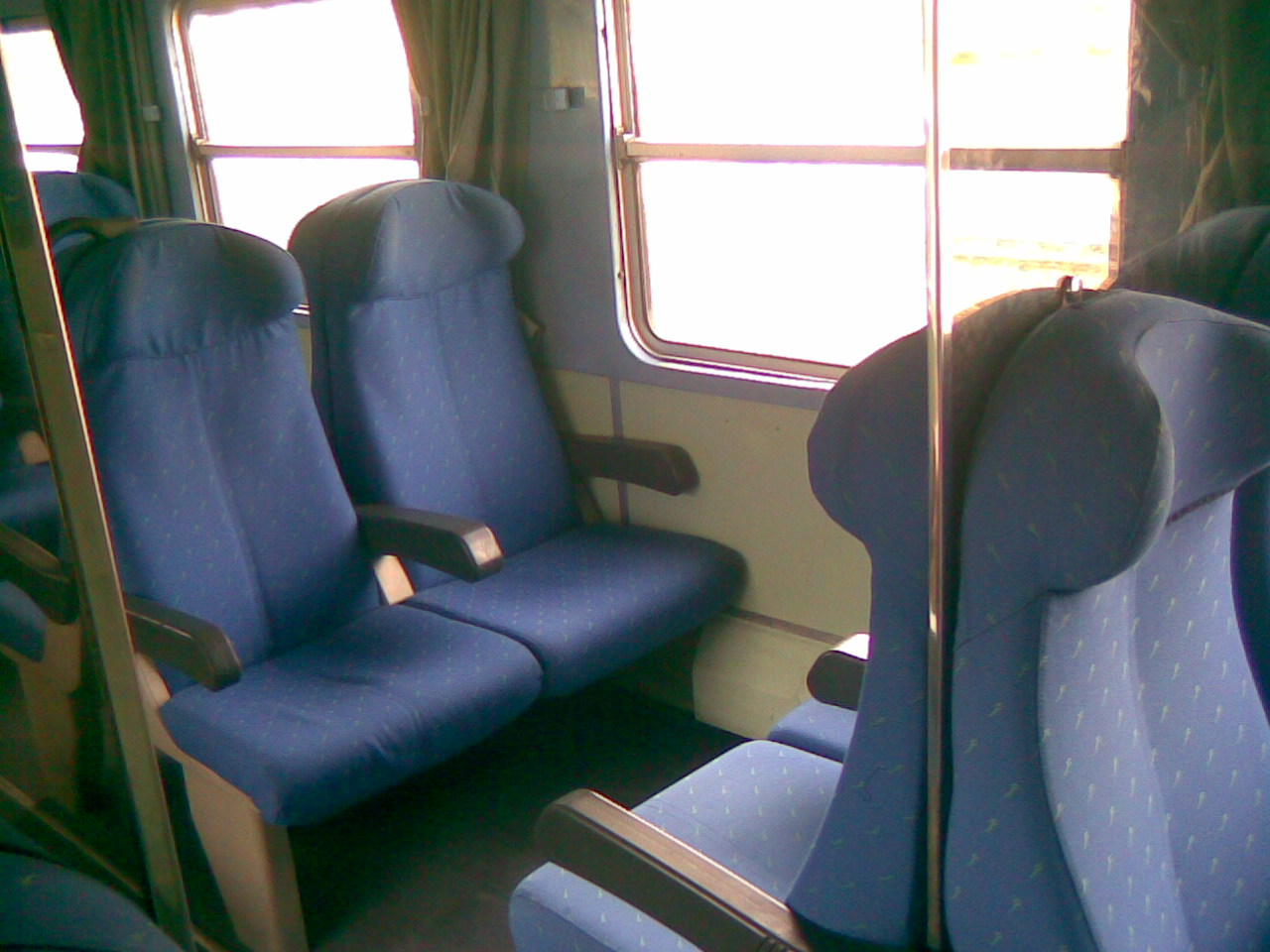
同じく更新改造後のALn668の室内

## 運用
- 試作機のALn668.1401-1403号機とLn68.1401-1404号車は、評価のためにボローニャ中央機関区の配置され、試運転がアスティ機関区を拠点に実施された。その後、量産機のALn668.1404-1470号機は1958年から約30機ずつがローマ・サンロレンツォ機関区とフォッジャ機関区に配置され、残りの機体と増備の1471-1480号機がマントヴァ機関区に配置されている。
- ALn668.1920号機が1976年にアメリカに、ALn668.1939 - 1940号機が1977年にスペインにそれぞれに貸出されて運行されている。アメリカに貸出された1920号機は連結器を自動連結器への変更、アメリカ式の排障器の設置、前面窓への防護柵の設置などの改造を実施した上でALn668.920号機としてマサチューセッツ湾交通局[注釈 32]およびシカゴ交通局[注釈 33]で1979年まで試用されたが、その後の発注にはつながらず、その後メキシコのチワワ太平洋鉄道[注釈 34]に譲渡されており、イタリア国鉄には別の機体がALn668.1920として補充されている。スペインではFIAT保有のALn668.0099号機とALn668.0100号機がほぼ原型のままスペイン国鉄[注釈 35]で668.001号機および668.002号機として約1年間試用され、その実績を基に1981年から593系計62両が導入されており、試用後イタリア国鉄に納入された2機はALn668.1939, 1940号機となっている。
- 第二次世界大戦の影響で長期運休となっていた、途中フランス領内を通過するクーネオ-リモーネ-ヴェンティミーリア線[注釈 36]が1979年10月7日に運行を再開し、ニース方面の列車などを含む区間列車用としてクーオネ機関区のALn 668.1000のうちフランス国内運行対応工事を実施した5機が使用されていたが、その後ALn663.1100による運行に変更されている。
- ALn668.3173号機[9]は廃車となったALn668.1408号機を改造したLn668.1408号車（オリジナルの制御車Ln668.1408号車とは同番号の別の機体）とともに1998年に”Treno Galileo”と呼ばれる試験車に改造されてイタリア国鉄のインフラ管理部門であるRFI[注釈 37]で運用されている。
- 1994年時点ではALn668の全785機のうち12機が事故等により廃車となっていたが、この年の夏よりALn668.1400およびALn668.2400から老朽化した機体の廃車が順次進められている。2004-08年に104編成が導入されたALn501（通称”MINUETTO”）や2014-21年に60編成が導入されたATR220（通称”SWING”）により置換えが進められており、2007年頃の時点ではALn668.2400とLn882.1500は全て廃車となって、残りのシリーズのうちALn668が計584機、Ln664.1400が28両が運用されており、このうち前述のALn668.3173号機がRFIで、ALn668.1400のうち4機がイタリア国鉄の歴史的車両としてそれぞれ運用されている[10]。
- 2014年頃の時点ではALn668.1800以降の計496機とLn664.1400が20両運用されており、このうちALn668.1800/1000/1200/3100のうち計81機はイタリア北部のイタリア国鉄路線の区間輸送とFNM[注釈 38]、の路線の運行などを行うTrenord[注釈 39]で運用されており、うち33機が同鉄道の塗装となっているほか、ALn668.3173号機は引続きRFIで運用されている[11]。
- 2019年頃の時点ではALn668.1900以降の計357機が運用されており、これらの機体は2018年にイタリア国鉄が日立レールイタリア（現日立レール）と開発計画を取交わした最大135編成の気動車により全て置換えられる計画となっている[12]。なお、これらの機体のうち、ALn668.1900/1000/1200/3100の計58機（うち29機が同鉄道塗装）はTrenordで運用されており、また、ALn668.1900/1200/3100/3300の計19機がFSE[注釈 40]で、ALn668.1000の計8機がSistemi Territoriali[注釈 41]でそれぞれ運用されている[13]。さらに、ALn668.3173号機およびALn668.1201号機はRFIで運用されており[13]、ALn668.1201号機はERTMS[注釈 42]のシステム試験用の試験車に改造されている。
- 廃車となった機体のうち、2019年時点ではイタリアFS財団により以下の機体が保存されており、一部は非営利団体であるTreno D.O.C[注釈 43]が修復と保守を担当している[14]。
  - 動態保存
    - ピストイア機関区：ALn668.1401, 1452号機
    - クレモナ機関区：ALn668.1220, 1224号機
    - カターニア機関区：ALn668.1615[注釈 44], 1616[注釈 44]号機
    - ベネヴェント機関区：ALn668.1870, 1882号機
    - シラクサ機関区：ALn668.1904, 1908, 1936[注釈 44]号機

  - 静態保存
    - サント・ステーファノ・ディ・マグラ：ALn668.1462, 1478号機
- 2007年から採用されたUIC[注釈 45]規格によるヨーロッパ標準動力車番号体系であるEVN[注釈 46]の車両番号は以下の通り[注釈 47]（Cはチェックディジット）となっており、現車の側面にも順次この番号が記入されている。
  - ALn668.1800（1801 - 1855号機）：95 83 4668 801-C - 95 83 4668 855-C
  - ALn668.1900（1901 - 1942号機）：95 83 4668 901-C - 95 83 4668 942-C
  - ALn668.1000（1001 - 1120号機）：95 83 4668 051-C - 95 83 4668 170-C
  - ALn668.1200（1201 - 1260号機）：95 83 4668 201-C - 95 83 4668 260-C
  - ALn668.3000（3001 - 3040号機）：95 83 4668 301-C - 95 83 4668 340-C
  - ALn668.3100（3101 - 3250号機）：95 83 4668 401-C - 95 83 4668 550-C
  - ALn668.3300（3301 - 3340号機）：95 83 4668 651-C - 95 83 4668 690-C

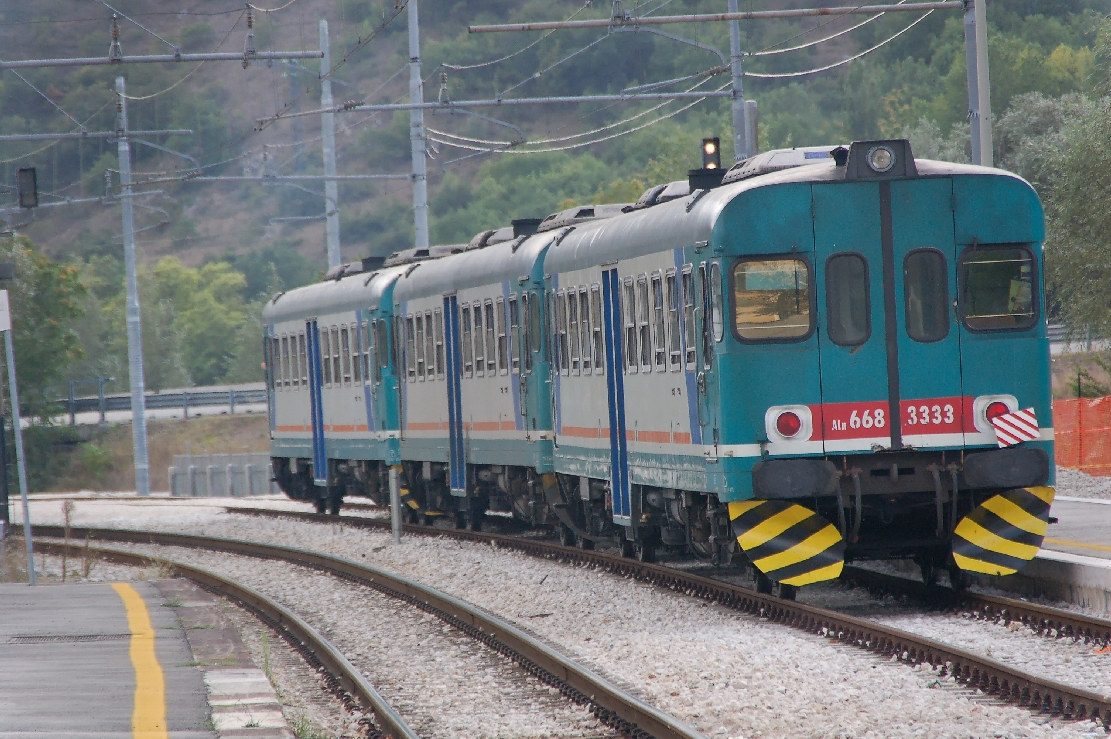
総括制御3両対応のALn668.3300による3両編成、ポーポリ駅、2011年
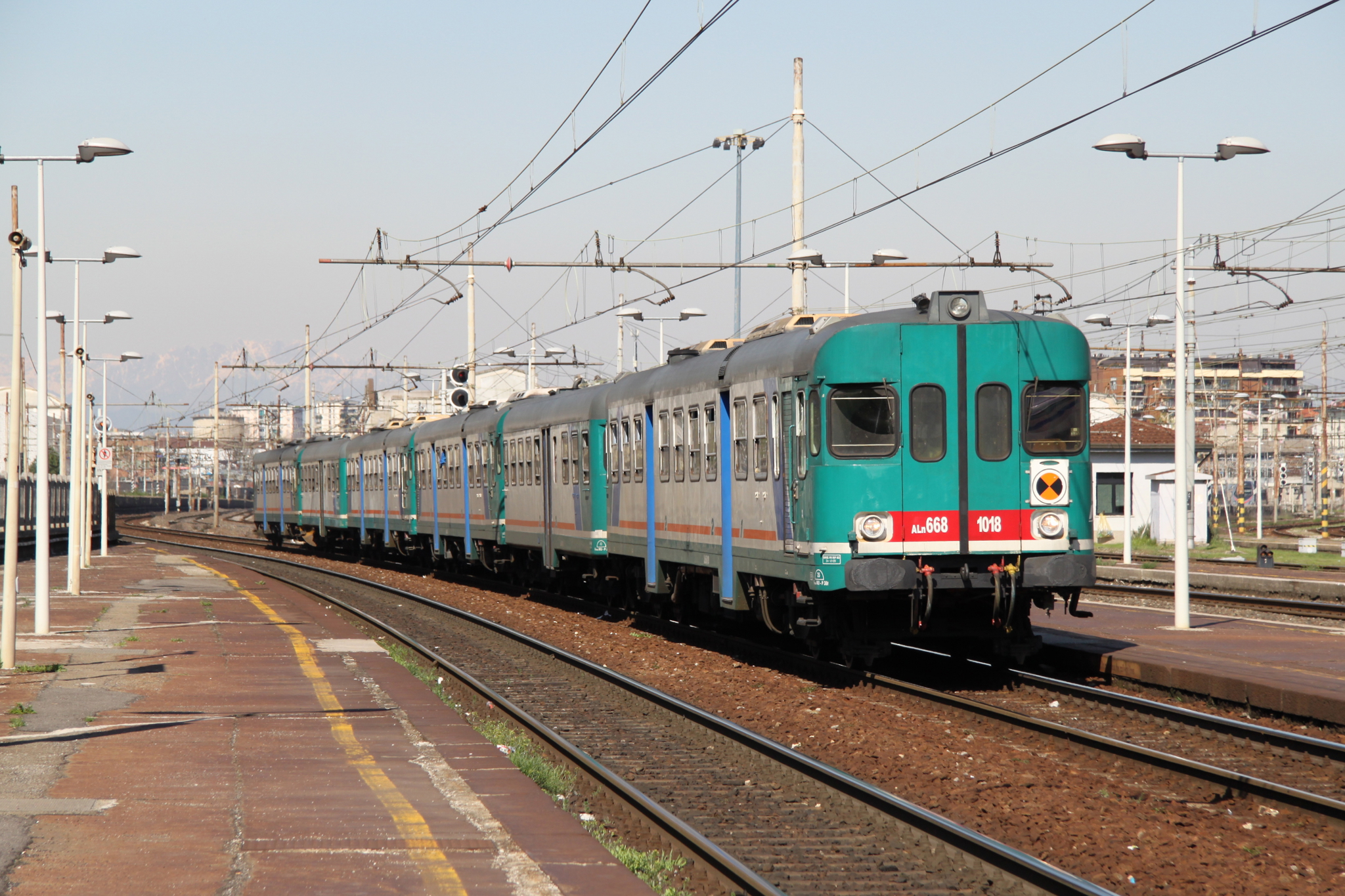
ALn668.1000とLn664.1400などの6両編成、総括制御可能両数以上の編成では協調運転で運行される、ミラノ・グレコ・ピレリ駅、2010年
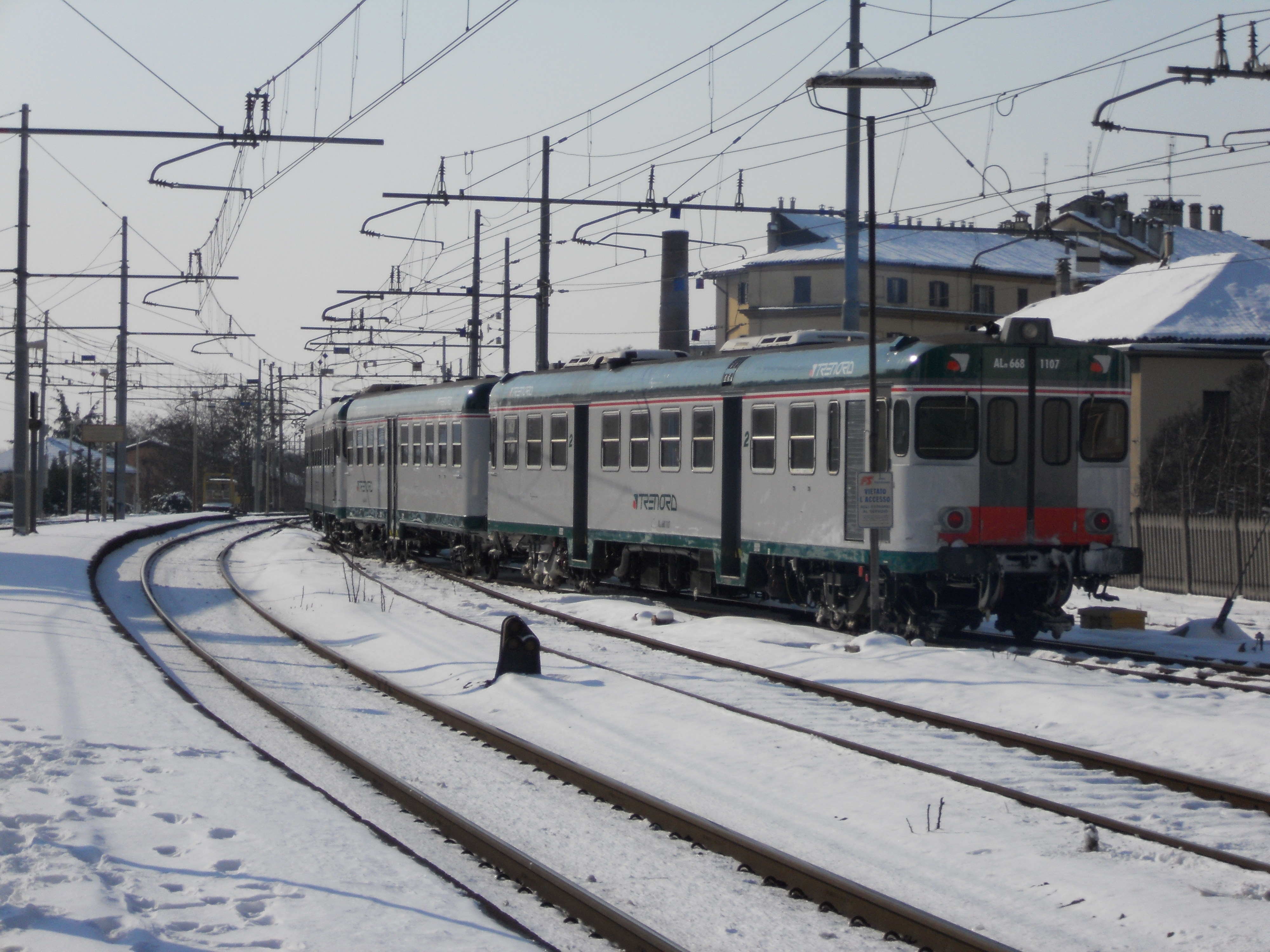
Trenordで使用されるALn668.1000およびLn664.1400の3両編成、パヴィーア駅、2012年
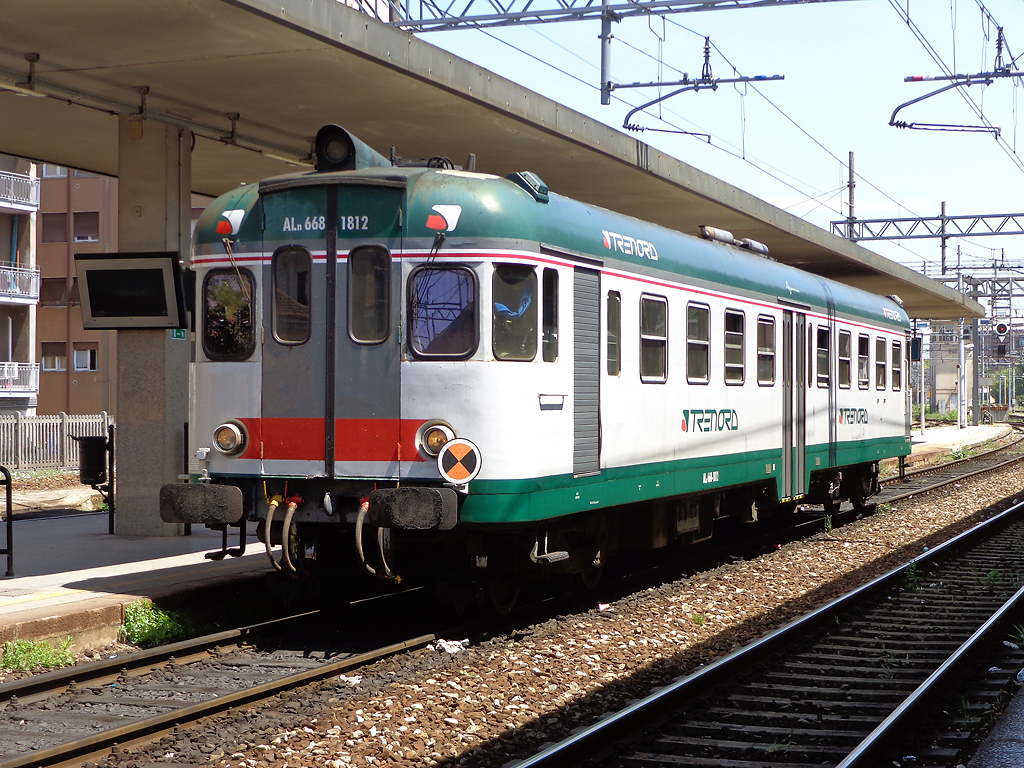
Trenordで使用されるALn668.1812号車、パヴィーア駅、2014年
- 動態保存されているALn668.1452号機とALn668.1401号機、パラーティコ・サルニコ駅、2008年